# 泰坦尼克号 (1997年电影)
《鐵達尼號》（英語：Titanic）是一部於1997年上映的美國史詩浪漫災難電影，由詹姆斯·卡麥隆創作、導演、監製、共同製作及共同編輯。電影部分情節是根據1912年4月14日至15日的鐵達尼號沉沒事故改編，叙述男主角杰克（李奧納多·狄卡皮歐饰）和女主角露丝（凱特·溫斯蕾飾）以不同社會階層成員的身分在首航期間墜入愛河的故事。金馬倫對這部電影的靈感源於他對這起世紀災難的迷戀；他認為一個貫穿愛情和人類失落的故事，對於傳達災難的悲劇訊息至關重要。電影於1995年開始製作，當時金馬倫組織了多次深海潛水，以俄羅斯製造的和平號潛艇實際拍攝鐵達尼號殘骸鏡頭；現代場景則拍攝於俄羅斯研究船凯爾迪什號上。金馬倫也在墨西哥下加利福尼亞州羅薩里多海灘市的巴哈工作室建造了鐵達尼號1：1原比例右舷複製船，並以大量電腦成像及鐵達尼號模型來重建沉沒場景。這部電影由派拉蒙電影公司和二十世紀福斯公司投資，製作預算為2億美元，是當時製作費最昂貴的電影。
自1997年12月19日上映以來，《泰坦尼克号》取得了巨大的商業成功——它在第70屆奧斯卡金像獎中獲得14項提名，追平1950年電影《彗星美人》的紀錄，最終獲得11座獎項——包括最佳影片獎和最佳導演獎，追平1959年《賓漢》的最多獎項紀錄。《鐵達尼號》最初的全球總票房超過18.4億美元，是全世界第一部達到10億美元大關的電影，並在全球電影票房收入排行榜第一名的位置上保持了12年，此紀錄一直到2010年1月26日才被金馬倫的新作《阿凡達》打破。為了紀念鐵達尼號沉沒事故100周年，《鐵達尼號》於2012年4月4日發布3D電影版本，全球票房又增加3.346億美元，使總票房累計為22.02億美元，成為全球第二部超過20億美元的電影，目前全球票房排行位居第四名，僅次於《阿凡達》、《復仇者聯盟：終局之戰》及《阿凡達：水之道》。2017年，《鐵達尼號》重新發行20周年纪念版，並獲得美國國家電影保護局選中，永久保存在美國國家登記表。2023年2月10日，全球上映4K版本的《鐵達尼號 25周年重映版》。

## 劇情
1996年，寶藏獵人布洛克·洛维特和他的團隊乘坐俄羅斯研究船凯爾迪什號搜尋鐵達尼號殘骸，尋找一條下落不明的著名鑽石項鍊「海洋之心」（Heart of the Ocean），據說這條鑽石項鍊當年隨鐵達尼號沉沒於大西洋。他們在卡爾·霍克利當年所住的頭等艙套房內尋獲一個保險箱，但是只找到一幅戴著「海洋之心」的女子素描，作畫日期為1912年4月14日，即鐵達尼號撞上冰山的當晚。素描中的女子蘿絲·道森·卡佛特已經101歲，她看見電視新聞正在報導此事，立即意識到畫中人正是自己，便吩咐孫女麗絲·卡佛特聯絡布洛克，並向他表示蘿絲就是鐵達尼號的其中一位生還者。布洛克得知消息後不顧眾人反對立刻邀請蘿絲登上凯爾迪什號，因為她可能是唯一知道「海洋之心」下落的人。
蘿絲和麗絲攜帶大量行李、搭乘直昇機登上凯爾迪什號之後，蘿絲表示想看一下那幅素描，布洛克問她是否知道「海洋之心」的下落，蘿絲開始回憶起她登上鐵達尼號的情景，向眾人透露她就是蘿絲·狄威特·布克特，亦即當年被認為已於船難中死去的乘客之一。故事回到1912年4月10日，英國南安普敦港口，鐵達尼號正要向美國紐約出發，展開其處女首航。17歲頭等艙乘客蘿絲與母親盧芙·狄威特·布克特、當時的未婚夫卡爾·霍克利（匹茲堡鋼鐵大亨內森·霍克利之子）在此登上鐵達尼號；另外還有在賭博中贏得船票的三等艙乘客傑克·道森和他的朋友法布里奇歐·德·羅西。
盧芙向女兒緊張強調她與卡爾訂婚的重要性，因為他們的婚姻是為了解決母女家中鮮為人知的財務危機，從而能夠繼續留存在上流社會圈內。但蘿絲根本不愛卡爾，她對訂婚感到沮喪，而且也對上流社會的狹隘思想感到窒息。飽受束縛的蘿絲在晚宴過後跑到船尾企圖跳海自殺，當時正好在艉艛甲板抽菸的傑克發現異樣並勸阻了蘿絲打消自殺念頭，但蘿絲返回欄杆內時不慎滑倒，她高聲呼叫使船員們趕來，船員誤以為傑克意圖不軌，於是糾察長把傑克銬起，卡爾也上前責罵傑克，蘿絲向卡爾撒謊說自己想看螺旋槳才會差點失足，讓傑克脫險。在蘿絲的堅持下，卡爾邀請傑克於翌晚共進晚餐，實際上卡爾想看看傑克會否在晚餐中出洋相，之後卡爾的僕人斯派塞·洛夫喬伊給予傑克一根香煙時表示懷疑。
第二日，傑克和蘿絲在小艇甲板上交談，使他們互相分享自己的身世經歷和處境，蘿絲搶了傑克經常拿著的素描簿翻看，從而得知傑克的身份為流浪畫家，更對他的作品讚嘆不已。鐵達尼號營運商白星航運董事長約瑟夫·布魯斯·伊斯梅於船隻終於離開皇后鎮並進入大西洋航線後成功遊說船長愛德華·約翰·史密斯以全速航行，希望能夠在星期二晚上到達紐約，從而向媒體展示鐵達尼號的速度與實力，同時讓史密斯船長得以正式榮休。晚餐開始前，傑克和蘿絲遇上盧芙和跟她一起散步的女子，包括於法國瑟堡登船的暴發戶瑪格麗特·布朗，蘿絲只能跟隨盧芙離開，為晚餐作準備，瑪格麗特特別讓傑克穿上原本為她兒子購買的晚禮服赴宴。傑克在頭等餐廳與卡爾和蘿絲等人共進晚餐期間，瑪格麗特教導傑克很多上流社交圈的知識及禮儀。晚餐過後，蘿絲偷偷與傑克參加三等艙的派對，他們一起跳舞、歡暢飲酒，但卻遭卡爾的僕人發現行蹤。
翌日早餐時，卡爾對蘿絲在傑克的陪同下到三等艙非常生氣，卡爾和盧芙禁止蘿絲與傑克見面。傑克知道自己必須拯救蘿絲，因此決定秘密去找她。另一方面，鐵達尼號陸續收到不同的冰山警告，船長卻因為想炫耀船速得到新聞頭條而下令啟動所有鍋爐繼續全速航行，此行為非常冒險，因為當晚海面異常平靜，使冰山難以提前鑑别，容易發生意外，鐵達尼號亦因美觀而沒有放上足夠的救生艇，而且人們深信當時鐵達尼號「永不沉沒」的稱號，所以救生艇的數量只能承載一半乘客。傑克找到蘿絲後，進到健身房隱蔽談話，蘿絲表示不會再跟傑克見面，但是最後她還是改變主意，因為她意識到自己愛傑克比卡爾更甚，二人在船頭首次擁吻，也是鐵達尼號最後一次看到日落的時刻。
日落後，蘿絲把傑克帶到她的頭等套房內，讓傑克看看她帶來的不同名畫以及卡爾送她的訂婚禮物——那條鑽石項鍊「海洋之心」，並要求傑克為自己畫一幅只戴上「海洋之心」裸體素描，正是電影開始時布洛克等人在保險箱裡找到的素描畫作，而且傑克非常專業，對蘿絲毫無非份之想，並且將素描放入保險箱內。随後，他們為了逃避卡爾的僕人追捕，一路穿越鍋爐房後躲進貨艙內，兩人在貨艙的豪華汽車內發生關係。同時，卡爾發現了傑克為蘿絲所繪的裸體素描後非常憤怒，指示僕人對傑克栽贓嫁禍作為報復。當僕人們追到貨艙並打開豪華汽車車廂抓包傑克和蘿絲時，兩人早就逃到船頭的井圍甲板上，蘿絲就告訴傑克在船隻到達紐約後決定離開家人跟著他一同生活。此時瞭望員發現一座已經十分接近的冰山，即使緊急通知當值的指揮官默多克並通知各單位緊急迴避也躲避不了，傑克和蘿絲在甲板上見證了船撞向冰山的一幕，後來無意中又聽到船長、船副與設計師提及貨艙入水的事。正當蘿絲和傑克準備將事情告訴給盧芙及卡爾的時候，卡爾的僕人偷偷把「海洋之心」放入傑克的口袋內，卡爾順勢誣陷傑克盜取項鍊，傑克因此遭到糾察長扣押。
鐵達尼號總設計師湯瑪斯·安德魯斯向船長及伊斯梅董事長等人宣佈，由於已經有5個水密艙室淹水，超出了他起初設計上限的4個，所以鐵達尼號將會在1至2小時內必定沉沒。船員要求乘客穿上救生衣，並依據「女人和小孩優先」原則指揮救生艇撤離。蘿絲在主樓梯遇見湯瑪斯·安德魯斯後，得知鐵達尼號即將沉沒的噩耗。當蘿絲和盧芙準備登上救生艇的時候，見到母親與未婚夫的自私和冷血，決定去尋找傑克，於是向湯瑪斯·安德魯斯查問糾察長起居室的位置，幾經辛苦後，蘿絲找到被囚禁在糾察長起居室的傑克，並用斧頭劈斷手銬後將之救出。當卡爾準備登上救生艇時，他聽說僕人找到了蘿絲和傑克。蘿絲在卡爾和傑克的勸服下登上救生艇，卡爾把他的大衣給了蘿絲，卻忘記「海洋之心」仍放在衣袋裡。當救生艇降下時，蘿絲意識到她不能離開傑克，便從救生艇跳回甲板，傑克立刻向她跑去。卡爾在主樓梯發現了他們，氣急敗壞向兩人開槍，並追逐他們到快被水淹沒的餐廳，卡爾為保自己安全，只好回到甲板。他懊惱的意識到，他將大衣連同「海洋之心」都給了蘿絲。後來他發現了一個小女孩，為了存活，他聲稱是小女孩的唯一親人。於是卡爾登上了最後一艘救生艇。
鐵達尼號繼續下沉，蘿絲和傑克逃經頭等吸菸室時發現總設計師湯瑪斯·安德魯斯沒有逃生，他懊惱自己無法打造出最堅固的船而決定殉難謝罪（史密斯船長亦在看見甲板上的慌亂後把自己困在駕駛室內殉難謝罪），並將自己救生衣交給蘿絲。由於大量進水，鐵達尼號船頭下降並正在快速傾斜，他們幾經辛苦爬到船尾。經過接近1個多小時的堅持後，船隻因電力供應不穩，再加上維繫電力供應的工人意外觸電，結果全船電力中斷。船身突然從中間裂開一部分，三號、四號煙囪倒塌，不久後，船頭無法承受海水灌入的重量垂直沉入海中，但整條船身仍有連結的部分，船尾被船頭往下拖，與海面形成直角浮了一段短時間後下沉，很多乘客因而從高處跌下。不久後，鐵達尼號完全沉沒。傑克和蘿絲互相緊抓對方，但因為沉船的吸力太強而鬆手。傑克後來找到蘿絲，他們發現了一扇漂浮在水上的木門板，傑克讓蘿絲爬上門板，但門板上只能容許一人的重量，因此傑克雙手趴在門板邊緣，身體留在冰冷海水中。傑克要求蘿絲不要放棄，要好好活下去，並要她承諾，她會在溫暖的床舖上壽終正寢，這成為他的遺言。鏡頭一轉，五副哈羅德·羅威清出一艘救生艇返回搜尋生還者。蘿絲聽到他的聲音，於是她便呼喚傑克醒來，但傑克已因低溫症身亡。蘿絲傷心欲絕，但她曾經答應傑克要好好活下去，她親吻了傑克，然後掙脫傑克僵硬的手離開門板，傑克的屍體沉入海裡。她從在附近死去的大副身上找到哨子，她不停吹哨，最終得救，由趕到現場的卡帕西亞號救起她與其他生還者。
在卡帕西亞號上，卡爾想在獲救的三等乘客群中尋找蘿絲，但蘿絲卻以毛毯包著自己並背向他，因此對方沒有認出她，那是她最後一次見到卡爾。當船抵達美國後，蘿絲才發現「海洋之心」一直在大衣口袋中。蘿絲把自己的姓氏改為道森，表明她永遠都是傑克的妻子。據老蘿絲描述後來她從報紙上得知，卡爾跟另一個女子結婚，繼承了家族的財產，但是1929年華爾街股災使他損失慘重後吞槍自盡；而她自己則當上了演員，並與一名低下階層的男子結婚，婚後生兒育女。鏡頭回到1996年，蘿絲的故事完結，這事蹟深深感動了她的孫女麗絲、布洛克和尋寶團隊的其他人員。布洛克覺得自己完全比不上蘿絲，他為了尋找已失落的鑽石花了三年時間，但蘿絲卻花了一輩子去回憶一個永遠不能死而復生的傑克。
至此，年邁的蘿絲終於向眾人訴說自己埋藏在心中84年的秘密，了卻她的心事，在此之前她從未曾把自己這段刻骨銘心的往事跟任何人提及過，包括她的已故丈夫。當晚蘿絲走到凯爾迪什號的船尾，在沒有其他人看到的情況下，將持有多年、外界一直尋找不到的「海洋之心」扔下海中。傑克為愛而死，蘿絲為愛而生。在蘿絲睡覺的梳妝台上擺滿她有生以來珍而重之的生活照片，當中不乏曾在鐵達尼號與傑克談及嚮往的自由和冒險生活。她最後能夠信守承諾，完成了傑克臨終前的囑咐：「無論人生多艱難困苦也不要放棄，勇敢活下去，結婚生子到兒孫滿堂，在暖榻睡夢中百年歸老」。而蘿絲已經在床上逝世了。
鏡頭一轉，本來已經沉沒大西洋海底的鐵達尼號殘骸回復昔日光彩，蘿絲終於回到她記憶中的鐵達尼號，也恢復到17歲的模樣，並在昔日的頭等艙主樓梯上與傑克重逢，主樓梯牆上的時鐘清楚顯示現在是2時20分，這正是現實中鐵達尼號沉沒的時間，船上的其他死難者以掌聲祝福這對戀人，故事完結。

## 演員陣容

### 虛構人物
導演詹姆斯·卡麥隆表示，他需要虛構角色來重溫這艘大船的活力，讓觀眾彷佛真的置身於鐵達尼號上。最終帶來這種能量的角色就是傑克·道森——「一個讓心靈翱翔的藝術家」。導演將傑克描寫為一名來自美國威斯康辛州的可憐孤兒，他曾在世界各地流浪生活，包括法國巴黎。傑克會在撲克牌賭局中贏得兩張鐵達尼號三等艙船票，並與他的朋友一起登船旅行。選角時考慮過的男演員包括馬修·麥康納、克里斯·歐唐納、比利·庫達普、史蒂芬·杜夫，但金馬倫覺得有些演員太老了，不適合20歲的傑克。湯姆·克魯斯有興趣飾演傑克，但是片酬過高。金馬倫考慮過傑瑞德·雷托，但對方拒絕試鏡。當時21歲的李奧納多·狄卡皮歐最後得到金馬倫的注意。虛構的女主角蘿絲為一名來自美國費城的貴族女孩，但是父親去世後家庭債務纏身，被迫與礦業大亨的兒子訂婚。導演描寫她是「一個心胸開闊，想探索和冒險世界的人，但是卻感覺她做不到」。選角時考慮過的女演員包括葛妮絲·派特洛、薇諾娜·瑞德、克萊兒·丹妮絲、嘉伯莉・安沃、瑞絲·薇斯朋。當這些演員拒絕時，凱特·溫斯蕾向金馬倫積極爭取這個機會。在與李奧納多進行試鏡後，凱特留下了深刻的印象，她對金馬倫低聲說道：「他很棒，就算你不選我，也要選他」。凱特的堅持以及才華最終成功獲選飾演這個角色。葛羅莉·史都華則飾演101歲的蘿絲，金馬倫表示：「為了穿梭時空，我決定創造一個將近101歲的虛構生還者，並以跨越歷史的方式將我們（與鐵達尼號）連接起來」。
| 演員                                | 角色                           | 在世年份    | 粵語配音 | 角色背景 |
| ----------------------------------- | ------------------------------ | ----------- | -------- | --- |
| 李奧納多·狄卡皮歐 Leonardo Dicaprio | 唐傑克 Jack Dawson             | 1892–1912年 | 陳奕迅   | 男主角，20歲，1892年生於美國威斯康辛州奇珀瓦福尔斯。因為在小酒吧賭博贏得鐵達尼號的船票，然後又救了蘿絲一命，與之相識並相愛，發生了一段美好回憶，只可惜鐵達尼號沉沒事故使他們陰陽兩隔，最終凍死於大西洋，墜入海底。                                                                           |
| 凱特·溫斯蕾 Kate Winslet            | 畢露絲 Rose DeWitt Bukater     | 1895–1996年 | 容祖兒   | 女主角，17歲，年輕的蘿絲，1895年生於美國費城。身處於虛有其表的上流社會名媛，準備要與和自己興趣完全不符的卡爾結婚，以解決家族破產的危機，後來在鐵達尼號上遇到與自己心意相通的傑克，準備下船後與他一同生活，卻不幸遇到鐵達尼號沉沒事故，拆散這對戀人。蘿絲答應傑克要努力活下去，最終順利存活。 |
| 法蘭西斯·費雪 Frances Fisher        | 畢露芙 Ruth DeWitt Bukater     | 生於1870年  | 蔡惠萍   | 蘿絲的母親，1870年生於美國費城，卒年不詳。看不起傑克的低賤身分，並逼迫蘿絲嫁給卡爾來挽救家族財務，以繼續在名媛社交圈中生存。 |
| 比利·贊恩 Billy Zane                | 賀卡爾 Caledon Hockley         | 1882–1929年 | 陳欣     | 蘿絲的未婚夫，1882年生於美國匹茲堡，鐵達尼號船身主要部分乃其父親經營的鋼鐵廠製造。卡爾買下著名的「海洋之心」送給蘿絲當作訂婚禮物，他也是傑克與蘿絲之間最大的阻礙者，使他們二人的情路更加曲折。鐵達尼號沉沒事故後，他繼承了家族生意。但在1929年華爾街股災中遭受經濟重創而吞槍自盡，享年47歲。 |
| 大衛·華納 David Warner              | 斯派塞·洛夫喬伊 Spicer Lovejoy | 1850–1912年 | 張炳強   | 卡爾的僕人，1850年生於英格蘭，忠心服侍主人卡爾，奉命監視蘿絲與傑克之間的舉動，並隨時向卡爾報告。因鐵達尼號沉沒事故而葬身大海，享壽62歲。 |
| 丹尼·努奇 Danny Nucci               | 范比 Fabrizio De Rossi         | 1892–1912年 | 陳卓智   | 傑克的好友，1892年生於義大利拿坡里，並與他一起在酒吧贏得鐵達尼號船票，興高采烈前往美國，卻不幸在1912年4月15日，被鐵達尼號掉落的煙囪砸死，得年20歲。 |
| 傑森·貝瑞 Jason Barry               | 韋湯美 Thomas "Tommy" Ryan     | 卒於1912年  | 馮錦堂   | 鐵達尼號三等艙乘客，愛爾蘭人，與傑克及法布里奇歐結成好友。鐵達尼號沉沒事故中，他在小艇甲板上意外遭其他人推擠向前，被恐慌的一副威廉·默多克槍殺。 |
| 蘇吉·埃米斯 Suzy Amis               | 卡麗絲 Lizzy Calvert           | 不詳        | 曾秀清   | 蘿絲的孫女，陪伴蘿絲到凯爾迪什號與布洛克等人會面。 |
| 比爾·派斯頓 Bill Paxton             | 洛布朗 Brock Lovett            | 不詳        | 招世亮   | 寶藏獵人，希望在鐵達尼號沉船中找到「海洋之心」，他用以考察的金錢與時間都所剩無幾。他後來在電影結尾時表示，儘管那三年日夜想著鐵達尼號，但是直到聽聞蘿絲的事蹟，他才明白鐵達尼號背後的意義。                                                                                                   |
| 葛羅莉·史都華 Gloria Stuart         | 唐露絲 Rose Dawson Calvert     | 1895–1996年 | 盧素娟   | 101歲，晚年的蘿絲，隨夫姓改姓卡佛特，於1996年在電視中看到鐵達尼號尋寶隊發現傑克替自己畫的那幅裸體素描，登上凯爾迪什號，公開當時那鮮為人知的故事。 |

### 真實人物
雖然對歷史事件的描述不是完全準確，電影中包括幾個真實歷史人物的描寫：
| 演員                                  | 角色                                                         | 在世年份    | 角色背景 |
| ------------------------------------- | ------------------------------------------------------------ | ----------- | --- |
| 伯納·希爾 Bernard Hill                | 鐵達尼號船長 愛德華·約翰·史密斯 Edward John Smith            | 1850–1912年 | 鐵達尼號船長，1850年1月27日生於英格蘭特倫特河畔斯托克漢雷，1912年4月15日死於鐵達尼號沉沒事故中，享壽62歲。史密斯計劃在退休之前將鐵達尼號作為他的最後一次航行。他的最終命運並不明確，因為目擊他死亡的證詞存在矛盾。一種說法是他進入艦橋操舵室，並在那裡抓著舵輪任由海水淹死（電影採用此內容）。另一種說法是史密斯在艦橋被海水吞沒之前跳入水中，隨後葬身大海，可能在B折疊艇附近。 |
| 乔纳森·海德 Jonathan Hyde             | 白星航運董事長 約瑟夫·布魯斯·伊斯梅 Joseph Bruce Ismay       | 1862–1937年 | 鐵達尼號船東，1862年12月12日生於英格蘭蘭開夏郡克羅斯比，1937年10月17日死於英格蘭倫敦梅费尔，享壽74歲。電影將他描寫為一個富有、無知的上層階級人物。並且他利用自己作為白星航運董事長的職位唆使船長全速前進，試圖提前到達紐約來搏取各大報章版面，向觀眾暗示他要為鐵達尼號沉沒事故負上最大責任。雖然這一行動出現在流行文化對鐵達尼號災難的描繪中，但卻沒有任何證據可以支持。因為實際上，伊斯梅追求的是奢華和規模，而不是打破航速紀錄。碰撞發生後，他努力去理解他的「不沉之船」註定要失敗了。生還者傑克·賽耶證實伊斯梅一直在協助乘客登上C折疊艇，直到附近沒有任何人之後，自己也坐進去。當鐵達尼號在沉沒的最後時刻前，他轉頭過去，沒有看見船是如何沉入北大西洋。由於他逃生時許多婦女和兒童都還在船上，因此幾乎受到全世界的譴責，並經常被流行文化描繪成一個惡棍。 |
| 維克多·賈博 Victor Garber             | 鐵達尼號總設計師 湯瑪斯·安德魯斯 Thomas Andrews              | 1873–1912年 | 鐵達尼號總設計師，1873年2月7日生於愛爾蘭唐郡康柏，在1912年4月15日與鐵達尼號一起葬身海底，享年39歲。電影按照生還者證詞將安德魯斯描寫為一個非常善良、和藹可親而且謙虛的人。在碰撞之後，他試圖說服其他人，尤其是伊斯梅——鐵達尼號註定沉沒的「數學確定性」。在船沉沒時，電影描寫他站在頭等吸菸室的時鐘旁，將救生衣放在附近的桌子上，雙臂交疊在胸前、獨自凝視著壁爐上方的油畫，懊悔自己未能建造一艘強大而安全的船。這段故事起源於1912年的著作《湯瑪斯·安德魯斯：造船者》（Thomas Andrews: Shipbuilder）並因此延續下來，目擊這個情景的人是服務員約翰·史都華（John Stewart），他大約在1時40分左右登上15號救生艇，隨即公開他最後見到的事，因此這已經成為鐵達尼號沉沒中最著名的傳說故事之一。安德魯斯似乎在頭等吸菸室待了一段時間來思考，然後他繼續協助撤離。另一個目擊證詞則表示，安德魯斯曾在沉沒20分鐘前來到小艇甲板，揮手呼籲人們逃生，並努力的將甲板椅子扔到海裡讓乘客抓住。 |
| 馬克·林賽·查普曼 Mark Lindsay Chapman | 鐵達尼號大副 亨利·丁格·魏爾德 Henry Wilde                    | 1872–1912年 | 鐵達尼號大副，1872年9月21日生於英格蘭利物浦沃頓，1912年4月15日死於鐵達尼號沉沒事故中，享年40歲。電影中，因為卡爾抱著孩子而允許他登上救生艇。魏爾德去世之前，他試圖讓救生艇返回沉沒地點，不斷吹著海官哨子。在他凍死之後，蘿絲用他的哨子吸引五副哈羅德·羅威的注意，這讓她成功生還。 |
| 伊旺·史都華 Ewan Stewart              | 鐵達尼號一副 威廉·麥克馬斯特·默多克 William McMaster Murdoch | 1873–1912年 | 鐵達尼號一副，1873年2月28日生於蘇格蘭鄧弗里斯-加洛韋，他是鐵達尼號撞到冰山時的艦橋值班指揮官。電影中他曾收受卡爾的賄賂，讓卡爾可以坐上救生艇，不過後來卻把錢還給他說：「再多錢也救不了你和我」。在指揮救生艇撤離並控制秩序的過程中，因為恐慌而用左輪手槍誤殺了湯米·瑞恩及另一名乘客，隨後內疚的向大副敬禮並舉槍自殺，掉入海裡，享年39歲。根據卡麥隆的說法，他對默多克的描述不是一個「變壞的人」，也不是一個「懦弱的兇手」，而是一個「光榮的人」。他認為，默多克對他們所處的困境和1500人即將面臨的死亡，承擔了集體責任。他被絕望的感覺所壓倒，並以犧牲自己生命來付出最終的代價。他補充說：「我不確定你今天是否還能找到同樣的責任感。一半的救生艇在他的指揮下，已經在沉沒之前成功下水了。這說明了一些關於這個角色的事情和英雄主義」。 |
| 喬納森·菲利普斯 Jonathan Phillips     | 鐵達尼號二副 查爾斯·赫伯特·萊托勒 Charles Herbert Lightoller | 1874–1952年 | 鐵達尼號二副，1874年3月30日生於英格蘭蘭開夏郡喬利，他曾在鐵達尼號撞上冰山之前，提醒船長風平浪靜的海面較難察覺冰山底部的浪花，不過船長還是堅持繼續保持當時的船速前進。他嚴格執行並擴大解釋「女人和小孩優先」原則，不允許成年男性登上救生艇。生還者曾看見他揮舞著手槍並威脅要用它來維持秩序。當1號煙囪坍塌時，可以看到他爬上翻倒的B折疊艇。萊托勒是在災難中倖存下來的最高級海官。在1952年12月8日因倫敦煙霧事件導致心臟病發，於倫敦病逝，享壽78歲。 |
| 凱文·德拉·諾依 Kevin De La Noy        | 鐵達尼號三副 赫伯特·約翰·彼特曼 Herbert John Pitman          | 1877–1961年 | 鐵達尼號三副，1877年11月20日生於英格蘭薩默塞特郡卡里堡旁的蘇騰夢提斯，1961年12月7日死於蛛網膜下腔出血，享壽84歲。 |
| 賽門·柯瑞 Simon Crane                 | 鐵達尼號四副 約瑟·格羅夫斯·博士爾 Joseph Groves Boxhall      | 1884–1967年 | 鐵達尼號四副，1884年3月23日生於英格蘭東約克郡赫爾河畔京斯頓，1967年4月25日死於血栓，享壽83歲。他在事故期間負責發射遇險訊號彈並指揮2號救生艇，在電影中也是如此。 |
| 伊恩·葛魯佛 Ioan Gruffudd             | 鐵達尼號五副 哈羅德·戈弗雷·羅威 Harold Godfrey Lowe          | 1882–1944年 | 鐵達尼號五副，1882年11月21日生於北威爾斯，鐵達尼號沉船後，受命擔任14號救生艇的指揮官，他在下水過程中曾對空鳴槍三次，以控制人群、避免造成傷害。沉船後，他集合了10號、12號、14號和D折疊艇，將座位清空後回到沉船現場搜救，是第二個將救生艇划回去拯救落海者的人，但他們只能看到「上百具穿著救生衣的屍體」，最終救起4名男子。電影中唯一的改編是他解救了女主角蘿絲。1944年死於北威爾斯康威自治市，享壽62歲。 |
| 愛德華·弗萊徹 Edward Fletcher         | 鐵達尼號六副 詹姆斯·保羅·穆迪 James Paul Moody               | 1887–1912年 | 鐵達尼號六副，1887年8月21日生於英格蘭北约克郡斯卡布羅。電影描寫穆迪在鐵達尼號即將離開南安普敦之前，允許男主角傑克和法布里奇奧登船。穆迪在啟航時接受一副威廉·默多克的命令將船舶全速前進，並在撞上冰山時捧著一杯茶、接到瞭望員通知發現冰山的電話，然後他通知了值班指揮官威廉·默多克。在試圖啟用A折疊艇失敗後，他的最後身影是在右舷一個吊艇架旁。1912年4月15日死於鐵達尼號沉沒事故中，得年25歲。 |
| 泰瑞·佛瑞斯塔 Terry Forrestal         | 鐵達尼號輪機長 約瑟·貝爾 Joseph Bell                         | 1861–1912年 | 鐵達尼號輪機長，1861年3月12日生於英格蘭瑪麗波特。在發動機室收到艦橋指令並指揮全速前進、全速倒退，轉動節流閥的總工程師。他與手下堅守岗位到最後一刻，努力保持燈光和電力供應，以便電報員發出遇險信號。最後機房淹水爆炸，他與所有輪機人員全部死於鐵達尼號沉沒事故中，享年50歲。 |
| 史考特·安德森 Scott Anderson          | 鐵達尼號瞭望員 范德瑞克·弗萊特 Frederick Fleet               | 1887–1965年 | 鐵達尼號瞭望員，1887年10月15日生於英格蘭利物浦。在桅杆瞭望台上看到冰山，搖響三次警鐘，並打電話通知艦橋。後來搭上6號救生艇生還。他後來在美國參議院鐵達尼號沉沒調查中一再表示，如果他們有領到雙筒望遠鏡，災難就不會發生。電影中也曾提到雙筒望遠鏡失蹤了。 |
| 馬丁·伊斯特 Martin East               | 鐵達尼號瞭望員 雷金納德·羅賓森·李 Reginald Robinson Lee      | 1870–1913年 | 鐵達尼號瞭望員，1870年5月19日生於英格蘭本森。在桅杆瞭望台上看到冰山。後來搭上13號救生艇生還。 |
| 保羅·布萊特威爾 Paul Brightwell       | 鐵達尼號舵手 羅伯特·希琴斯 Robert Hichens                    | 1882–1940年 | 鐵達尼號舵手，1882年9月16日生於英格蘭紐林，在撞上冰山時值班掌舵。弗萊特後來擔任6號救生艇的指揮官，在災難發生後得到了惡名。電影中，他拒絕回去救人，並說：「我告訴你們，如果我們回去，救生艇會翻掉，讓我們全部掉下去」。因此和乘客瑪格麗特·布朗發生口角。現實中他曾喊道：「那裡只有很多殭屍。現在活著的是我們，不是他們」，瑪格麗特·布朗便威脅要把他扔到救生艇外，最後他交出了指揮權。 |
| 古格里·庫克 Gregory Cooke             | 鐵達尼號電報員 傑克·菲利浦 Jack Phillips                     | 1887–1912年 | 鐵達尼號高級電報員，1887年4月11日生於英格蘭法恩康。電影中，船長親自到電報室通知他發送「CQD」遇險呼叫，然後他向初級電報員哈羅德·布萊德說了句「我的天！」。在鐵達尼號沉沒事故中，菲利普堅守岗位，透過無線電報機不停向其他船隻發送遇險訊息，最後命喪大海，得年25歲。 |
| 克雷格·凱利 Craig Kelly               | 鐵達尼號電報員 哈羅德·雪梨·布萊德 Harold Sydney Bride        | 1890–1956年 | 鐵達尼號初級電報員，1890年1月11日生於英格蘭倫敦。電影中，他在電報室聽到船長通知即將沉船時，表情震驚；他後來跑出去向船長報告卡柏菲亞號可在四小時後抵達。在鐵達尼號沉沒事故中，布萊德也堅守著岗位，透過無線電報機不停向其他船隻發送遇險訊息，最後爬上B折疊艇生還。 |
| 利安·都奧希 Liam Tuohy                | 鐵達尼號首席麵包師 查爾斯·約翰·賈克林 Charles John Joughin   | 1878–1956年 | 鐵達尼號首席麵包師，1878年8月3日生於英格蘭伯肯希德。電影中，他和傑克與蘿絲都爬上了船尾欄杆等待沉沒，並且試圖鎮定的喝著白蘭地。根據他自己的真實證詞，他隨船沉沒時位於船尾的最高部分，感覺就像電梯下降，連頭髮都沒有弄濕。他也表示自己沒覺得特別寒冷，很可能是因為攝入了大量酒精。賈克林後來爬上翻倒的B折疊艇獲救。 |
| 凱西·貝茲 Kathy Bates                 | 鐵達尼號乘客 瑪格麗特·布朗 Margaret Brown                    | 1867–1932年 | 鐵達尼號頭等艙乘客，1867年7月18日生於美國密蘇里州，其先生在美國科羅拉多州開採到金礦，成為蘿絲母親所說的暴發户（新貴族），在法國瑟堡登上鐵達尼號。她對男主角傑克很友好，曾教導他很多上流社交圈上的知識及禮儀，使他不致於在晚餐上出醜。儘管瑪格麗特·布朗是一個真實人物，但卡麥隆決定不描寫她的真實事蹟，在鐵達尼號沉沒事故中，她在6號救生艇上要求眾人划回去現場救人，並從反對她的舵手羅伯特·希琴斯手中搶走指揮權，歷史學家因此稱讚她為「永不沉沒的莫莉·布朗」。她後來在卡柏菲亞號上協助許多生還者找到紐約的親友，並當選為生還者委員會主席。1932年10月26日於美國紐約逝世，享壽65歲。 |
| 艾瑞克·布瑞登 Eric Braeden            | 鐵達尼號乘客 約翰·雅各·阿斯特四世 John Jacob Astor IV        | 1864–1912年 | 鐵達尼號頭等艙乘客，1864年7月13日生於美國紐約。是整艘船上最有錢的人，光是淨資產就足以買下18艘鐵達尼號。蘿絲在頭等餐廳中向傑克介紹阿斯特與他的18歲妻子瑪德琳·阿斯特。隨後，阿斯特詢問傑克是否是波士頓的道森家族成員，傑克簡潔表示他屬於威斯康辛州的道森家族。阿斯特臨終前看見主樓梯上的玻璃穹頂向內爆裂及海水湧入。現實中，阿斯特的遺體衣物上有煤灰，推測可能遭到鐵達尼號其中一支倒下的煙囪砸死，享年47歲。 |
| 貝爾納·福克斯 Bernard Fox             | 鐵達尼號乘客 阿奇博·格雷西四世 Archibald Gracie IV           | 1867–1912年 | 鐵達尼號頭等艙乘客，1858年1月15日生於美國阿拉巴馬州莫比爾，是富有的格雷西家族成員。他向卡爾說「女人不能與機器溝通」，及表揚傑克拯救了差點從船上跌下去的蘿絲，但他不知道蘿絲其實自殺未遂。現實中，格雷西落海後靠著自己的雙手生還，但在8個月後因失溫症及糖尿病併發症逝世，享年54歲。 |
| 麥克·恩賽因 Michael Ensign            | 鐵達尼號乘客 班傑明·古根海姆 Benjamin Guggenheim             | 1865–1912年 | 鐵達尼號頭等艙乘客，1865年10月26日生於美國費城，古根海姆家族成員、礦業巨頭。蘿絲在頭等餐廳中向傑克介紹他背著妻子與其法國情婦在一起，妻兒則在家等候他。當在船尾救回蘿絲後，傑克於頭等餐廳晚宴時，他稱傑克為波希米亞人（bohemian）。1912年4月15日死於鐵達尼號沉沒事故中，享年47歲。現實中，多名生還者證實他不願意穿救生衣，反而穿著晚禮服並和他的男僕喝著白蘭地，下定決心要像個優雅的紳士赴死。 |
| 盧·帕特 Lew Palter                    | 鐵達尼號乘客 伊西多·史特勞斯 Isidor Straus                   | 1845–1912年 | 鐵達尼號頭等艙乘客，1845年2月6日生於巴伐利亞王國奧特貝格，1912年4月15日死於鐵達尼號沉沒事故中，享壽67歲。他是前任美國眾議員和梅西百貨的共同所有權者。在沉沒期間，雖然海官提供了一艘救生艇上的座位讓伊西多陪伴妻子逃生，但伊西多還是拒絕了：「我不會比其他人先走」。他的妻子艾達·史特勞斯因此不願逃生，選擇與丈夫赴死。電影中，他們最後一次躺在床上互相擁抱，同時海水灌進他們的客房。 |
| 艾兒莎·雷文 Elsa Raven                | 鐵達尼號乘客 艾達·史特勞斯 Ida Straus                        | 1849–1912年 | 鐵達尼號頭等艙乘客，1849年2月6日生於黑森大公國沃姆斯，伊西多·史特勞斯的妻子，1912年4月15日死於鐵達尼號沉沒事故中，享壽63歲。因丈夫拒絕登上救生艇，選擇一同赴死。電影中，他們最後一次躺在床上互相擁抱，同時海水灌進他們的客房。 |
| 馬丁·賈維斯 Martin Jarvis             | 鐵達尼號乘客 科斯莫·達夫-戈登爵士 Sir Cosmo Duff Gordon      | 1862–1931年 | 鐵達尼號頭等艙乘客，1862年7月22日生於英格蘭倫敦。蘿絲在頭等餐廳中向傑克介紹時，達夫-戈登爵士正與卡爾談話，並說：「真是恭喜你了，她好標致」。現實中，達夫-戈登爵士登上1號救生艇，人數遠遠沒有滿載，但始終沒有回到現場救人，引起極大爭議。他曾給予救生艇上的船員5英鎊，這一行為也讓那些批評他的人視為賄賂。 |
| 羅莎琳德·艾爾斯 Rosalind Ayres        | 鐵達尼號乘客 露西·達夫-戈登夫人 Lucy, Lady Duff-Gordon       | 1863–1935年 | 鐵達尼號頭等艙乘客，1863年6月13日生於英格蘭倫敦。達夫-戈登爵士的妻子，也是世界著名的時裝設計師。蘿絲在頭等餐廳中向傑克介紹她是「受到皇室寵愛的性感內衣設計師」，同時達夫-戈登夫人也向蘿絲招手。現實中，她與丈夫登上1號救生艇，人數遠遠沒有滿載，但始終沒有回到現場救人，引起極大爭議。 |
| 瑞琪爾・蘿絲 Rochelle Rose            | 鐵達尼號乘客 羅瑟伯爵夫人 Noël Leslie, Countess of Rothes    | 1878–1956年 | 鐵達尼號頭等艙乘客，1878年12月25日生於英格蘭倫敦。伯爵夫人與卡爾和盧芙表現出友好關係。儘管社會地位高於達夫-戈登爵士和達夫-戈登夫人，但她很善良，並協助船甚至照顧乘客。 |
| 強納森·伊凡-瓊斯 Jonathan Evans-Jones | 鐵達尼號音樂家 華萊士·亨利·赫特利 Wallace Henry Hartley      | 1878–1912年 | 鐵達尼號聘僱的音樂家之一，1878年6月2日生於英格蘭科爾內，1912年4月15日死於鐵達尼號沉沒事故中，享年33歲。他是鐵達尼號的樂隊指揮和小提琴手，隨著船隻沉沒，他與同事受船長命令演奏安撫乘客的音樂。隨著最後的快速下沉，他帶領樂隊進行了最後一次表演〈與主更親近〉。 |
| 詹姆斯·蘭卡斯特 James Lancaster       | 鐵達尼號乘客 湯瑪斯·魯塞爾·拜爾斯 Thomas Roussel Byles       | 1870–1912年 | 鐵達尼號二等艙乘客，來自英格蘭的神父，1912年4月15日死於鐵達尼號沉沒事故，享年42歲。電影中，他在艉艛甲板為所有將會遇難的人禱告，在船劇烈傾斜時才一手抓著蒸氣絞盤。現實中，他本來是要去美國紐約的布魯克林區，為他的胞弟和未婚妻舉行婚禮，船難發生後婚禮改在4月20日舉行，那一天同時也舉辦了湯瑪斯的葬禮。 |

### 友情客串
一些凱爾迪什號的船員也在電影中友情客串。包括自走式深潛器和平號的創造者和操作者阿納托利·薩戈爾勒維奇。曾為鐵達尼號歷史學會拍攝紀錄片的安德斯·福爾克（Anders Falk）也出現在電影中，他以瑞典移民的身份，在三等艙G-60客房中扮演傑克的鐵達尼號室友，符合歷史背景。美國歷史學家艾華·卡穆達和凱倫·卡穆達（Karen Kamuda）擔任電影顧問，並且也臨時客串演出乘客。

## 前期製作

### 創作靈感及撰寫劇本
詹姆斯·卡麥隆一向著迷於深海探險和沉船殘骸，對他來說鐵達尼號就是「沉船界的聖母峰」。當羅伯·巴拉德首次發現鐵達尼號殘骸後，他開始感受到這個故事的潛力，並表示鐵達尼號沉沒事故是一個「偉大的、真實的小說」。當他覺得可以考慮從事海底探險時，幾乎改變了他的人生；他在學校從物理學轉讀藝術後仍然感到「精神上的焦躁不安」。因此，當他有機會拍攝一部IMAX電影，而且是實際拍攝殘骸本身的鏡頭時，他決定尋求好萊塢的資金協助，因為「同樣要下去探險，為何不讓電影公司替我付錢？」，卡麥隆說：「這不是因為我想拍電影，而是因為我特別想潛入沉船裡」。
卡麥隆為《鐵達尼號》撰寫了劇本論述，並帶著肯·馬歇爾創作的鐵達尼號畫冊，與彼得·切爾尼等二十世紀福斯的高層會面，他將其稱為「在鐵達尼號上的羅密歐與茱麗葉」，卡麥隆透露，對方有些不可置信，因為這將是一部長達三小時的浪漫史詩電影，並問他：「是否有點像《魔鬼終結者》？有戰鬥機和槍戰追車戲？」，卡麥隆回答：「不不不，不是這樣」。電影公司對《鐵達尼號》的商業前景半信半疑，但由於希望與卡麥隆建立長期的合作關係，他們核准了製作所需的預算。

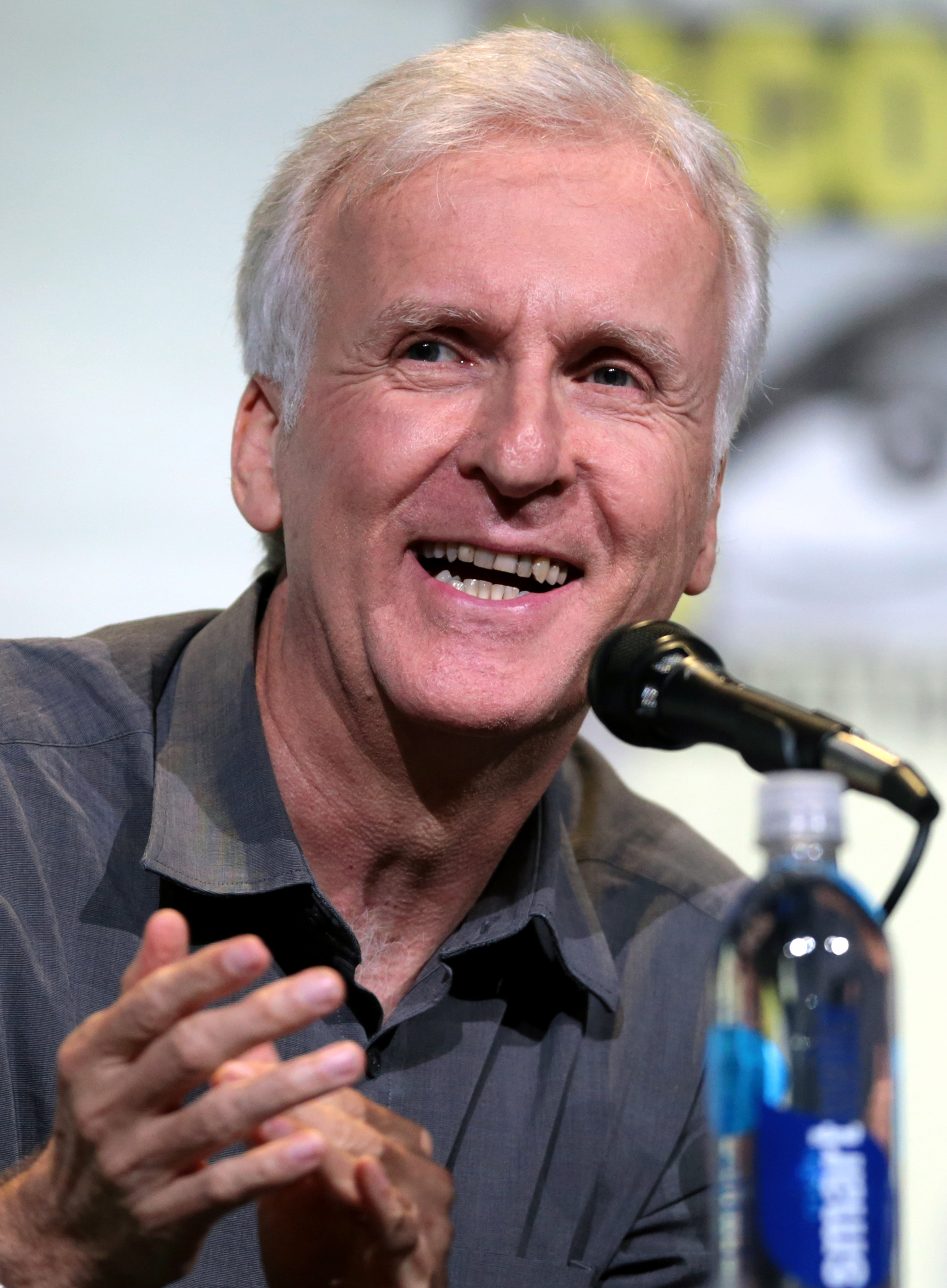
《鐵達尼號》的導演、編劇和製片人詹姆斯·卡麥隆。

卡麥隆說服了二十世紀福斯，以拍攝鐵達尼號殘骸的實際鏡頭來宣傳這部電影，並以超過兩年的時間來組織潛水行動。卡麥隆表示：「我的看法是必須更詳細拍攝。所以我說『看，我們必須探索整艘鐵達尼號，因為他們正在尋找鑽石，所以我們需要這艘船的每個鏡頭』」、「我們可以用精心製作的（鐵達尼號）模型、動作控制鏡頭、電腦成像以及其他該有的一切來拍。或者，多花三成的費用去實際拍攝殘骸」。1995年，卡麥隆領導的攝製團隊在大西洋下潛了12次，花費大量的時間拍攝鐵達尼號殘骸，累計起來甚至超越當年乘客搭船的時間。在殘骸遺址將近4公里的深度中，水壓超過450巴（4,100萬帕斯卡），「（潛艇）結構上有一個小缺陷即可令所有人員當場死亡」。這次潛水拍攝行動不僅風險很高，而且因為不利的條件，使卡麥隆拍不到他想要的高品質畫面。在其中一次潛水中，一個潛水器與鐵達尼號殘骸碰撞，損壞了潛水器和殘骸，並使潛水器螺旋槳護罩的碎片散落在上層建築周圍。船長寢室的外部艙壁也坍塌，露出了內部空間。頭等主樓梯入口周圍的區域也受損。
卡麥隆與他的團隊長時間下潛到殘骸現場，使他們都「不想辜負歷史的真實性...殘骸帶給我們另一個層級的感受，它不只是一個故事，也不是一場戲而已」，卡麥隆繼續說：「這是發生於真人的事件，人真的死了。在鐵達尼號殘骸旁邊工作這麼久，你會深深感受到它強烈的悲傷與不公平，它會帶給你如此強烈的感覺」、「你想，可能不會有很多電影製作人親自去勘察鐵達尼號，可能永遠不會有另一個人這樣做——這或許是一齣紀錄片」。基於這個原因，他感到「有一個重大責任——傳達它的情感訊息——鐵達尼號有權要求我們完成這個使命」。
拍完海底鏡頭後，卡麥隆開始編寫劇本。他想要向那些在沉沒事故中死去的人致敬，所以他花了六個月時間研究鐵達尼號所有的船員和乘客。他說：「我讀了所有能讀的東西，我製作出一份詳細的鐵達尼號航行時間表，以及在她生命中最後一夜非常詳細的時間表」、「我在其中編寫了劇本，接著找來一些歷史專家分析我寫的內容並對其進行評論，最後我將它修正」。卡麥隆非常注重細節，甚至包括一個加州人號的場景，描寫這艘船在鐵達尼號沉沒中扮演的爭議角色，雖然後來刪剪了這場戲。從拍攝開始，卡麥隆和攝製團隊已經對這一晚船上發生的事「有一個很清晰的影像」。卡麥隆說：「我的寫作室擺滿了鐵達尼號的東西，就像一個圖書館，因為我希望做到符合史實，尤其是我們將要潛水到那裡」、「這在某種程度上提高了標準——它在某種意義上提升了電影品質。我們希望電影可以明確的將這段歷史時刻影像化，就像你坐上時光機回到過去然後拍下來一樣」。
卡麥隆认为，在这部电影之前，就有很多关于泰坦尼克号的电影，但这些电影所传达的更多的是一群富人在泰坦尼克号上死掉了，然而泰坦尼克号实际上是有多种阶级的人士的，因而他创作了一部展现更多阶级的泰坦尼克号电影，并且电影里萝丝的逃生方法的灵感也是来源于一名中国乘客（方荣山）的逃生方法（導演有攝製该人的逃生过程，但最终将这一片段删减）。卡麥隆覺得鐵達尼號沉沒事故「就像一部實際發生過的偉大小說」，不過隨著時間流逝，事件中蘊含的人性和活力已經消失殆盡，僅僅成為了一則啟發道德的神話故事，而這部電影將會帶領觀眾全心投入，親身體驗歷史。寶藏獵人布洛克·洛維特代表那些從未將悲劇與人性因素聯繫在一起、不明白如何看待這起事件的人。卡麥隆認為，傑克和蘿絲綻放的浪漫將成為故事中最引人入勝的部分——男女主角帶領著觀眾從船首遊歷到船尾，踏足船上每個有趣的地方，使觀眾「領會到船上大多數乘客無法體驗的歡樂和豪華」；當他們的愛情最終因為災難而破滅時，觀眾又將為他們的天人永隔而哀痛。他說：「我所有的電影都是愛情故事，但在《鐵達尼號》中，我終於得到了平衡。這不是一部災難電影，經過嚴格考究後，這是一部建基於真實歷史上的愛情故事」。卡麥隆又在這段浪漫故事中創造一個年老的蘿絲，使這段經歷將近一世紀的愛情更顯淒美與濃烈。雖然飾演蘿絲的凱特·溫斯蕾和葛羅莉·史都華都表示，她們相信「蘿絲不是在床上睡著，而是在電影結束時辭世」，不過卡麥隆表示，他寧願不透露他的意圖與結局，因為他的答案「因人而異，希望觀眾獨立思考」。

### 複製船和佈景道具

用於拍攝這部電影的鐵達尼號複製船。藍圖由原船建造商提供，卡麥隆試圖盡可能詳細和準確的造出這艘船。為了填補製作經費，拍攝完畢後有95%的結構已經拆除變賣。

《鐵達尼號》電影監製瑞·桑奇尼對外表示：「如果你要拍一部關於鐵達尼號的電影，你知道這一定會是大手筆，兩個製片廠的預期目標和製作規模都很大。我們打算完全用上所有最新的技術，就像（鐵達尼號的）照片那樣，以逼真的方式重現歷史風貌，這是人們前所未見的方式。我們打算完全重建這艘船的奢侈、豪華和規模，因為這是故事的一部分」。鐵達尼號的建造商哈蘭德與沃爾夫造船廠向攝製團隊開放了私有檔案，因此看到原本以為在二戰中遺失的藍圖。為了重現船隻的內部裝潢，佈景設計師彼得·拉蒙特的團隊開始尋找1912年左右的文物；也由於鐵達尼號是在首航時沉沒的，這意味每個電影道具都必須是全新（或者至少看起來是全新）的狀態。為了拍攝外景，二十世紀福斯於墨西哥下加利福尼亞州羅薩里多海灘市的岸邊購入一塊40畝、約16平方公里大的土地，並在1996年5月31日成立一個完整的電影工作室、建造一座規模和小鎮一樣大的攝影場地，其中包括極其完整的基礎結構和多個攝影棚。旁邊緊鄰一艘鐵達尼號複製船（僅右舷完整）、一座可容納6,435萬公升水量的巨大水箱，提供了270°的海景景觀，作為電影的戶外場景。
這艘複製船是按原比例1：1建造的，但是派拉蒙影業拆除了上層建築的多餘部分，並將船首卸下，才能裝入水箱，其餘部分則用電腦建模和借位取景代替。救生艇和煙囪的比例縮小了1/10，小艇甲板和A層甲板是主要拍攝的布景，但船隻的其餘部分只是鋼板結構。內部是一個15.24公尺的升降平台，可製造出船舶在沉沒時的傾斜角度。旁邊有一個高49公尺、長180公尺的起重機軌道，這條軌道可以放置移動式起重機，不但在建造複製船時作為建築工具，而且也在拍攝時用來照明和架設攝影機具。由於鐵達尼號從正式完工到遇難沉沒僅隔15天，因此留存在世上的影像非常稀少，特別是影片和細部照片幾乎不存在，視覺特效總監埃文·雅各表示：
| “ | 歷史準確性非常重要，但它具有挑戰性，因為可用的細節照片非常匱乏。在許多情況下，我們是參考她的姊妹艦——奧林匹克號和不列顛號的照片，鐵達尼號歷史學家肯·馬歇爾也提供了大量參考資料。這種對細節的講究已經到了討論通風管上可能有多少顆鉚釘？起重機上的精確螺栓圖案長什麼樣？這艘複製船真的是博物館等級，當它全部組裝起來時是非常驚人的。由於它將用於拍攝電影中的許多傾斜場面，因此我們的大部分組件都需要做成固定式。這代表船上擁有內裝細緻的救生艇（即使它們大多時候都用帆布蓋著）、旋轉起重機、可操作的吊艇架，甚至舷窗也可以打開。我記得製作吊艇架的時候特別棘手，因為救生艇非常重，有人擔心在長距離控制它下水的過程中，吊艇架會在攝影燈的高溫下變形，所以我們用青銅材質來製作。它們的形狀鑄造起來很複雜，我們最後去了一家專門生產高端藝術品的鑄造廠。 | ” |

原比例重建出的鐵達尼號室內佈景包括艦橋、操舵室、海圖室、頭等主樓梯、頭等入口門廳、頭等吸菸室、陽台棕櫚庭園、頭等餐廳、頭等散步長廊、健身房、三等吸菸室、三等社交室、蘇格蘭路、糾察長起居室、鍋爐房、貨艙（頭等艙行李室）、B-52/54/56客房、A-36客房和馬可尼電報室，這些都是演員主要的拍攝佈景。其它客艙房間也完全按照原始風貌建造，佈景團隊根據哈蘭德與沃爾夫造船廠提供的照片和設計圖進行複製。頭等主樓梯一直是著名設施，因此在電影中佔有突出地位；佈景團隊以高標準來真實重現，使用和原船一樣堅實的英國橡木、相同的古老建造工法，但是為了在畫面中呈現更佳的空間感，這座主樓梯與原版相比加寬了50公分，並使用鋼筋基座。佈景團隊也聘請墨西哥和英國的工匠，根據鐵達尼號原始設計圖雕刻了華麗的木製鑲板、精緻的石膏製品和欄杆。室內裝潢、牆板、地毯、獨立家具、燈具、椅子、餐具、陶器、手提箱、郵袋，以及每件物品上的白星航運徽章都是根據原始設計，委由原始供應商重新生產的道具。卡麥隆還聘請了兩位鐵達尼號歷史學家——唐·林奇和肯·馬歇爾來驗證電影中的歷史細節。耗資昂貴的複製佈景都在拍攝沉沒場面時遭水流摧毀，並且為了填補製作經費，拍攝完畢後有95%的複製船結構已經拆除，當成廢鐵變賣。許多道具和服裝則有保存下來。

## 拍攝製作

《鐵達尼號》的船長與船副演員群。

1996年7月，《鐵達尼號》主要的拍攝製作從加拿大新斯科細亞省達特茅斯展開，那裡是研究船凯爾迪什號的現代探險場景。1996年9月，拍攝製作轉移到墨西哥羅薩里多海灘市新建的福斯巴哈工作室，即鐵達尼號原比例複製船的所在地。在一具液壓升降機上也建造了艉艛甲板原比例複製品，可以在幾秒鐘內從0°抬昇到90°，模擬鐵達尼號在真實下沉過程中抬高的船尾。為了特技演員的安全，許多道具都是用泡沫橡膠製成的。1996年11月15日，開始拍攝南安普敦港的乘客登船場景。前期製作期間，由於所需經費高昂，卡麥隆選擇只建造鐵達尼號複製船的完整右舷部分，而且研究當年的氣象數據後得知，首航當天吹的是北風，將煙囪煙霧吹向船尾。這在拍攝製作期造成了重大錯誤，因為鐵達尼號首航時實際上是左舷靠岸，而要建造完整的左舷過於昂貴，所以卡麥隆將劇本上指示的服裝和道具全部左右反轉。例如，如果有個角色在劇本中是向右走，他們必須在拍攝時向左走，這省下了數百萬美元經費。在後期製作中，電影才以鏡像處理、左右翻轉到正確的方向。

女主角蘿絲戴著「海洋之心」的裸體素描特寫，由導演卡麥隆手繪。相關的裸體素描橋段是拍攝的第一個場景之一，因為當時主要場景還沒有準備好。

拍攝團隊聘請了一名全職的禮儀教練，來教導演員有關1912年上流社會的禮儀。即便如此，一些評論家還是找出了電影中的時代錯誤，尤其是兩位主角。電影中的女主角裸體素描是由卡麥隆親自繪製，他認為這場素描戲有壓抑的背景：「你知道這對她來說意味著什麼，她必須重新找回自主權，因此這是令人振奮的一場戲」。裸體場景是李奧納多和凱特拍攝的第一場戲，卡麥隆表示：「這場戲沒有任何設計，我沒辦法把它事先設計好。他們必須臨場發揮出一種融合了緊張、活力和猶豫的感情」、「他們一起排練過，但沒有一起正式拍過任何戲」。卡麥隆透露和他的工作人員「只是想找個東西來拍」，因為這部大製作「花了幾個月都還沒準備好，所以我們一直爭先恐後的試圖找到可以拍攝的任何東西」。看完這場戲拍下的畫面後，卡麥隆覺得它的效果非常好。
其他拍攝期間則沒有那麼順利。拍攝製作是一項艱苦的經歷，而且鞏固了卡麥隆的響亮稱號——「好萊塢最可怕的男人」。當時與他共事的人稱卡麥隆是一個「毫不妥協、態度強硬的完美主義者」、「他有300分貝的咆哮聲，一個帶著擴音器和對講機的現代版威廉·布萊船長，在50公尺高的吊車上瞬間衝擊所有人」。凱特在拍攝期間手肘受傷，一直擔心自己會淹死在這艘船要沉入的巨大水箱裡。她說：「很多時候，我是真的怕他。吉姆（卡麥隆）有一種你無法想像的脾氣」；「他會向一些可憐的工作人員大吼『該死的！』、『這正是我不想要的！』」。她的聯合主演比爾·派斯頓當時已經很熟悉卡麥隆工作時的個性，他說：「在現場工作的人很多，而吉姆（卡麥隆）並沒有時間去贏得人心」。卡麥隆在回應人們的批評時指出：「電影製作就是戰爭，是商業與藝術之間的大戰」。
在加拿大的凯爾迪什號拍攝期間，一名心懷不滿的工作人員將解離性藥物苯環利定混入卡麥隆和其他工作人員工作聚餐的奶油蛤蜊濃湯中，結果超過50人送進醫院，包括比爾·派斯頓。片場美術師瑪麗蓮·麥卡沃伊（Marilyn McAvoy）回憶道：「那湯真好喝，大家都續喝了第二碗。我也再喝了一碗，我猜也是這樣才出事的」、「我們一伙人在凌晨一點衝進醫院，人家也不知道該拿我們怎麼辦，當時場面亂鬨鬨的」。演員李維斯·阿伯納斯表示：「大家都搖來搖去，完全失去理智，很多人都說他們看到條紋和幻覺」。卡麥隆設法吐出來，但是藥物佔了上風。李維斯·阿伯納斯對他的樣子感到震驚：「一隻眼睛完全是紅色的，就像魔鬼終結者的眼睛。沒有虹膜的甜菜紅瞳孔。另一隻眼睛看起來像長年吸食強力膠一樣」。這名下毒的肇事者一直沒有抓到。李奧納多和凱特則倖免，因為加拿大片場沒有他們的戲份。
拍攝製作期原本預計138天，但實際上增加到160天。許多演員在冷水中度過了幾個小時，因此罹患感冒、流行性感冒或腎臟發炎，包括女主角凱特。最後，她決定不再與卡麥隆合作，除非她「賺了很多錢」。一些演員因此而退出拍攝，三名特技演員骨折。電影演員公會在調查之後，認為拍攝現場是安全的。此外，男主角李奧納多表示，沒必要在拍攝期間擔憂自己是否處於危險中。卡麥隆相信符合職業道德、一種正確的工作態度應該是充滿激情的，並且從不為自己的決策而道歉，儘管他承認：
| “ | 我很苛刻，而且我對工作人員的要求很高。以一種軍事行動的角度來說，我認為在面對數千名群眾演員、龐大後勤以及保障人員安全方面一定有個要素；我認為你必須要採用一個相當嚴格的手段才能掌控大量人群。 | ” |

拍攝《鐵達尼號》的成本一路追加，最後達到2億美元，每分鐘畫面的成本超過100萬美元。二十世紀福斯的高層們開始驚慌失措，並建議將三小時的電影刪剪為兩小時。即使長篇史詩電影更有可能幫助公司贏得奧斯卡獎，但公司高層認為延長片長代表電影院的放映次數跟著減少，因此票房收入也會減少。卡麥隆拒絕刪剪，並告訴二十世紀福斯：「你想剪我的電影？除非你開除我！但是你想開除我，除非你先殺了我！」。公司高層們不想重新開始，因為這代表他們全部的投資都會付之一炬，但他們最初也拒絕了卡麥隆的提議——放棄導演利潤分紅，因為公司認為《鐵達尼號》上映後不太可能會創造利潤。卡麥隆解釋說他的分紅很複雜：「就算是簡短的版本，《鐵達尼號》電影成本仍比《魔鬼終結者2：審判日》和《魔鬼大帝：真實謊言》要高得多，這兩部電影比最初的預算追加了7%至8%。《鐵達尼號》一開始也有很高的預算，但它追加了更多。身為製片人和導演，我負責替電影公司控制支出，所以我減輕了他們的痛苦。我在兩個不同的場合都這樣做了，他們沒有強迫我去刪剪；（上映後）他們很高興我做到了」。

## 後期製作

### 特效

鐵達尼號斷裂的畫面，該場景依據當時可能性最高的研究結果重新描寫災難。與之前的鐵達尼號電影不同，當時已經透過鐵達尼號殘骸證實在完全沉沒之前，這艘船斷成兩個部分。

卡麥隆希望透過電影來突破視覺特效的極限，並邀請數字王國公司合作研發數位影像技術，這也是卡麥隆在前作《深渊》和《魔鬼終結者2：審判日》所開創的新領域。許多以前關於鐵達尼號的電影都是以慢動作拍攝沉船畫面，因此視覺效果無法完全令人信服。卡麥隆向他的攝製團隊提議——拍攝14公尺長的鐵達尼號模型，就好像「我們正在為白星航運拍廣告」。之後，以電腦動畫模擬了海水和煙霧，以及利用動態捕捉技術，轉換成甲板上的人物；視覺特效監製勞勃·勒加托負責模擬動畫人物的真實感，他掃描了許多動作演員的臉孔和肢體表演，包括自己和他的小孩在內。還有一艘長20公尺的船尾模型可以反覆斷開，這是唯一可以在水中使用的鐵達尼號模型。對於鐵達尼號發動機室的重建畫面，則是在自由輪歐布萊恩號的發動機室內拍攝，然後再使用模型、綠幕、電腦遙控的運動攝影機以及各種複雜技術完成。為了節省成本，頭等休息室的畫面是用模型拍攝，再與綠幕前的演員合成。頭等休息室模型隨後將被粉碎，用來模擬沉船時的破壞力，並且在攝影機移動時灌注強烈的水流。
一座封閉的巨大水箱（水量約18,927,050公升）用來拍攝鐵達尼號沉沒的模擬場面，以機械裝置將複製品傾斜到水中。為了將主樓梯弄沉，當它浸入水箱時傾注了340,000公升的水量。出乎意料的是，強勁水流將主樓梯複製品從鋼筋基座上扯裂，幾乎壓到特技演員，所幸無人受傷。長達227公尺的鐵達尼號複製船也有一半浸入水箱，但是因為非常重，所以需要額外的液壓輔助裝置。為了將鐵達尼號複製船傾入水中，卡麥隆清空了大部分內部空間，甚至還自行砸碎一些散步長廊的窗戶。淹沒頭等餐廳複製品後，整個團隊花了三天時間拍攝寶藏獵人的遙控潛水器，從現在的殘骸穿越到過去。鐵達尼號完全沉沒後的冰冷大西洋場面，則是在一座1,324,893公升水量的水箱中拍攝；大量凍死的屍體是在演員臉部塗上特殊粉末，這些粉末遇水後便會結晶；再於衣服及頭髮上塗蠟，營造出凍死的視覺效果。
電影的高潮場景是鐵達尼號在沉沒之前直接解體，以及在大西洋海面上的最後一刻，這需要動用全尺寸的傾斜裝置、150位臨時演員和100位特技演員。針對以前的鐵達尼號電影，卡麥隆指出它們描寫船隻沉沒最後一刻的錯誤——都是優雅的滑入海中。他「想把它描繪成真正可怕的混亂事件」。進行傾斜的拍攝作業時，特技演員們需要從越來越傾斜的甲板上掉下來，跌落在下面幾十公尺的地方，並在跌落的過程中撞擊欄杆或螺旋槳。經過幾次嘗試用特技演員來拍攝這個傾斜場面後，導致一些人輕微受傷，因此卡麥隆停止了更危險的墜落特技。為了將安全風險降到最低，最終透過電腦動畫來完成危險的畫面。卡麥隆表示：
| “ | 這是我們最危險的工作，特技團隊已經提早了數週來準備，他們排練、拍下每一個特技動作並展示影像給我看。這一切都是經過精心計劃，當時這套佈景有一半是用橡膠製成的。我們能準備的都準備了，但總有一個未知因素。我們在這部電影中有6,000個特技演員——相當於一個人每週7天表演了16年特技。儘管如此，意外還是發生了，我們確實有一個人摔斷了腿，這是我最不想看到的。我認為任何人都不該因為一部電影受傷，所以我決定用電腦成像完成更多事。在這種情況下，特效實際上已經介入並取代了一些更危險的特技——就像撞到船尾螺旋槳然後反彈的那個人。但很多其他特技表演都是真實的，如果你看看我們在電影中的特技演員，他們就像電話簿那樣摔來摔去。 | ” |

### 剪輯
卡麥隆選擇刪剪這部電影一個「關鍵的歷史事實」 ——加州人號在鐵達尼號沉沒的那天晚上是位置最靠近的船隻，但是這艘船當天晚上關閉了電報通訊，沒有聽到鐵達尼號發出的遇險求救呼叫，也沒有回應他們發射的遇險訊號彈。卡麥隆對此說明：「是的，加州人號。這不是對主流電影製作的妥協，這其實是強調、為電影創造情感真相」。他透露在製作期前後，重複敘述關於沉沒的歷史細節似乎很重要，但隨著電影的發展，這一點變得不那麼重要了。卡麥隆說：「加州人號的故事就在那裡；我們甚至有拍攝他們關閉馬可尼電報機的橋段，但是我把它刪剪了。這是一個俐落的剪輯，因為它讓你重新聚焦在主角的世界。如果鐵達尼號在某種意義上作為一個隱喻、一個縮影，那麼營造世界末日的危機感很重要，這個世界必須是孤立的」。
有一段鐵達尼號沉沒後的片段被刪剪，就是一名華裔乘客在浮起的木板上等候救援，結果被14號救生艇指揮者羅威發現而獲救，雖然該片段已被刪剪，但卡麥隆在中國紀錄片六人-泰坦尼克上的中国幸存者中表示這個片段是真實經歷，並且成為蘿絲獲救的靈感。
在第一次粗剪期間，卡麥隆修改了預定結局——關於寶藏獵人布洛克·洛維特的剩餘劇情。在原始版本的結尾中，布洛克和麗絲在船尾看到年老的蘿絲站在欄杆上，兩人擔心她會自殺。然後蘿絲亮出了她一直持有的「海洋之心」，但從來沒有變賣過它，以證明自己可以不依賴卡爾的財富獨自生活。她允許布洛克觸摸「海洋之心」時告訴他「生命才是無價的」，然後將「海洋之心」扔進海洋。接著蘿絲回到她的艙間睡覺，然後才以電影最終版本相同的方式結束劇情。卡麥隆在剪輯室裡決定，到了故事尾聲，觀眾已經不再對布洛克感興趣，甚至早已把他忘記了；所以卡麥隆決定刪掉這段沒有意義的劇情，這樣當蘿絲丟掉「海洋之心」時就是獨自一人。而且在鐵達尼號沉沒之後，他也不想破壞觀眾的愁緒。
用於第一次試映的版本有傑克和洛夫喬伊之間的打鬥戲，是傑克和蘿絲逃到淹水的頭等餐廳後發生的，但試映後觀眾不喜歡這段劇情。當初拍攝這個打鬥戲目的是為了讓電影更具緊張感，顯示卡爾要求洛夫喬伊試圖奪回「海洋之心」，如果他能從傑克和蘿絲那裡拿到手的話，「海洋之心」就歸他所有，於是洛夫喬伊決定在淹水的頭等餐廳裡追逐這對情人。正當男女主角分頭躲藏在餐桌後面時，洛夫喬伊聽到蘿絲的手不慎拍到水的聲音。同一時刻，為了報復他對「海洋之心」的竊盜栽贓，傑克發起攻擊並將洛夫喬伊的頭撞在玻璃窗上，這解釋了最終版本中洛夫喬伊突然出現的額頭傷勢。觀眾在試映現場的反應中表示，洛夫喬伊為了財富而冒著生命危險是不切實際的，加上考慮到時間和劇情流暢度的原因，卡麥隆將這段劇情完全刪剪。許多其他場景也因為類似的原因而刪剪。

### 音樂和電影配樂
《鐵達尼號》的原聲音樂專輯由詹姆斯·霍納創作。對於整部影片中聽到的人聲，《華爾街日報》的厄爾·希奇納（Earle Hitchner）後來描述為「令人回味無窮」，詹姆斯·霍納曾試聽過25至30位歌手的歌聲，最終選擇了挪威女歌手西絲兒來為電影演唱特定情緒的人聲。詹姆斯·霍納從她的專輯《我內心深處的靈魂》中認識了西絲兒，他特別喜歡她唱的歌曲〈我知道天堂裡有一座城堡〉。原本卡麥隆不想在電影中有任何演唱歌曲出現，但詹姆斯·霍納還是與威爾·詹寧斯一起秘密寫了一首歌〈我心永恆〉。加拿大籍女歌手席琳·狄翁在她的丈夫雷尼·安傑利勸說下，同意為〈我心永恆〉錄製一個試聽帶。詹姆斯·霍納等到卡麥隆心情愉快的時候，才向他推薦這首歌。在聽了好幾次之後，卡麥隆終於同意在謝幕中播放〈我心永恆〉，但是他卻又擔心會遭到外界批評為「電影最終走向商業化」。卡麥隆還想安撫焦慮的電影公司高層，並表示「如果有一首熱門歌曲出現在他的電影中，只有一個正面的原因——為了保證電影的完成度」。

## 發行

### 試映
二十世紀福斯與派拉蒙影業為《鐵達尼號》共同出資。派拉蒙影業負責北美市場的發行，二十世紀福斯負責國際市場的發行，他們希望卡麥隆能夠在1997年7月2日完成這部電影，並預計在這一天正式發行，「為了搶佔最有利可圖的暑假銷售檔期，通常大手筆製作的電影這樣做會比較好」。1997年4月，卡麥隆表示這部電影的特效過於複雜，而且不可能於暑假檔期上映。二十世紀福斯與派拉蒙影業的高層為此緊張不已，對二十世紀福斯來說，這個計劃是有高風險性的——最初核准預算時它的經費為1.5億美元，但是在拍攝進行中就已經看出實際費用會高很多，最終總製作經費為2億美元。
在2億美元成本之外，還額外支付了4,000萬美元的廣告經費，當時《鐵達尼號》已經是史上成本最昂貴的電影了。公司高層都怕《鐵達尼號》會重蹈《水世界》極其昂貴的覆轍，那部失敗電影導致聯藝電影被迫出售。同時也有撤換卡麥隆的建議，但製作進度已經到了不能撤換中心人物而導致整個項目失敗的後果。二十世紀福斯擁有全世界的出租和名稱權，但是為了保險起見，它把北美發行權以6,500萬美元的價格賣給派拉蒙影業。由於費用不斷增高，卡麥隆決定放棄他800萬美元的酬勞。電影上映後，二十世紀福斯才給予他2,000萬美元的獎金。
由於製作期延長，派拉蒙影業將發行日期推遲到1997年12月19日。「引發了人們猜測，這部電影本身就是一場災難」。1997年7月14日，在明尼亞波利斯進行試映後「產生了正面的評價」、「網路上普遍有利的口碑」，這最終引起媒體更加正面的報導。《鐵達尼號》於1997年11月1日在日本東京影展首映，《紐約時報》給出的評語是「不慍不火」，反應一般。《綜藝》則給出非常高的評價。美國開始出現一面倒的正面評論；1997年12月14日舉行好萊塢官方首映式，「出席的各大電影明星熱情向世界媒體大肆宣傳這部電影」。

### 最初的院線上映
《鐵達尼號》於1997年12月19日星期五在北美上映後獲得了穩定的入場率。在同一個週末結束時，電影院開始銷售一空。這部電影在上映當天的收入為8,658,814美元、上映第三天的收入為2,674,131美元，平均每個電影院收入10,710美元，在票房榜上排名第一，超越第18部詹姆士·龐德系列電影《明日帝國》。到了元旦，累計收入已經超過1.2億美元，人氣越來越高，電影院繼續銷售一空。1998年2月14日星期六情人節，北美上映後八週多，創下票房收入最高的單日紀錄——13,048,711美元。它在北美連續15週保持第一，超越任何一部電影的紀錄。《鐵達尼號》在北美院線停留了近10個月，最後於1998年10月1日星期四下檔，美國國內累計票房為600,788,188美元。在北美以外的地區，累計票房高出一倍，達到1,242,413,080美元，在其最初的院線上映（2012年之前）中全球總票房為1,843,201,268美元。

#### 中國大陸的院線
中国电影公司1997年只引进了一套原版素材，最多可以复制300个拷贝供给全国。但300个拷贝面对大量的全国观众明显不够用，每家電影院也都想独占这次赚钱機會。若再申请素材已来不及，折中的解决办法就是——跑片——几家電影院共享一个拷贝，广州就是一个拷贝三家電影院共用。因北京、上海和广州的观众还没滿足，二三线城市的观众等着進場觀賞，但拷贝不够，于是出现了盗版拷贝。据说当年盗版拷贝是内地一家正规胶片洗印厂制作，而且是“老实的”逐格翻拍，生產了80几个拷贝，大部分供应給二三线城市的電影院。雖然如此，许多二三线城市即使三轮依次上映，拷贝数还是远远不够，于是出现未经海关审批的走私拷贝。一些南方城市从香港或者其他国家、地区拿到拷贝，然后在中国大陆翻制，配上中文字幕或国语音轨後上映，不少民众当年就看到了未经删剪的版本。因此业内指出，《泰坦尼克号》当年的票房肯定超過4亿，因正版拷贝才300个，盗版拷贝有80多个，而盗版拷贝的票房是无法统计的。当年影片正式上映三个月後仍非常卖座，最后是遭到政府下令才停止放映。北京、上海和广州等大城市最后还组织熱烈的「告别放映」活动。媒體指出，时任中國共產黨中央委員會總書記的江泽民在電影上映前曾对《铁达尼号》公开赞赏，《羊城晚报》当時的頭版标题是“总书记妙语连珠广东团”和第三个小标题“我看《铁达尼号》”。
有资料显示，该片是中国大陸第一部面向普通观众点映和第一部拥有午夜场记录的电影。

### 票房
《鐵達尼號》的票房包括2012年和2017年重新上映《鐵達尼號3D》及《鐵達尼號2D》的收入，北美收入為6.594億美元，在其他國家的收入為15.28億美元，全球總收入為21.87億美元。1998年後，它成為全球史上票房收入最高的電影，此紀錄維持了12年，直到卡麥隆編劇和導演的續作《阿凡達》在2010年超過它。1998年3月1日，它成為全球第一部票房超過10億美元的電影。2012年4月13日至15日的周末——鐵達尼號沉沒事故正好經過一個世紀後，重新上映的《鐵達尼號3D》成為第二部票房跨越20億美元門檻的電影。美國線上電影資料庫Box Office Mojo估計，將票價通膨因素納入考量後，《鐵達尼號》是北美史上票房第五高的電影。該網站還估計，《鐵達尼號》在其最初的院線上映中，售出了超過1.28億張美國電影票。此外，《鐵達尼號》是第一部在印度取得成功的外語片，印度擁有世界上最多的電影觀眾。2012年，《印度斯坦時報》的一篇報導中，認為《鐵達尼號》與大多數寶萊塢電影有相似之處和共同主題。

## 評價與分析
在《鐵達尼號》發行之前，各種電影評論家預測這部電影將成為票房毒藥，特別之處在於——它是當時製作費用最昂貴的電影。當《鐵達尼號》在1997年秋天向新聞界展示時，「它帶來了不祥的強大預感」、「負責放映的工作人員們認為他們正處在失去工作的邊緣——因為這部電影背負了沉重負擔，最後兩家電影公司不得不結合起來分擔其巨大的製作開銷」。卡麥隆也曾認為他在拍攝期間一度「走向災難」。他說：「我們在拍攝《鐵達尼號》的最後六個月非常吃力，因為他們絕對知道電影公司會損失1億美元，這是肯定的」。隨著電影即將發行，批評聲浪也開始朝著卡麥隆攻擊——「因為他的狂妄和揮霍無度」。《洛杉磯時報》的一位電影評論家寫道：「卡麥隆的驕傲已經差不多毀了這個項目，而且這部電影是『一個老套、完全衍生自舊好萊塢浪漫故事的仿製品』」。
當《鐵達尼號》取得空前成功的票房時，世人認為這是一部能夠吸引觀眾情緒的愛情故事。這部電影上映十週後在3,200個電影院中放映，並且連續十五週位居賣座榜首，在上映的第九週內總銷售額增長了43%。《鐵達尼號》每週收入超過2,000萬美元，這個紀錄維持了十週，並且在十四週之後仍然每週收入超過100萬美元。二十世紀福斯估計，在第五週時，美國已經有7%的少女族群再次買票進場了。由於年輕女性多次看過這部電影，並隨後引起一陣「李奧納多狂熱症」（Leo-Mania）的追星狂潮，因此媒體經常將《鐵達尼號》創造史上最高票房的紀錄歸功於年輕女性。其他報導則將這部電影的成功歸功於結合愛情故事與突破性的視覺特效，引發正面評價、口耳相傳和人們重複買票進場的現象。
《鐵達尼號》對男性的影響也特別受到讚譽。現在被認為是「爺們哭電影」之一；美國新聞頻道MSNBC的伊恩·霍德表示，男人欽佩傑克的冒險精神，登上開往美國的輪船：「當他追到一個高不可攀的女孩時，我們歡呼起來，我們欽佩他以裸體模特作為暗示，讓她脫個精光。所以當悲劇性的結局發生時，一股無法控制的淚水淹沒了我們的沉著冷靜」。在2009年的喜劇活屍電影《屍樂園》中，簡要的向「《鐵達尼號》讓男人哭泣的能力」致敬，伍迪·哈里遜飾演的硬漢角色在回憶起他的幼子去世時邊哭邊說：「自從《鐵達尼號》之後我就沒有像這樣哭過了」。
2010年，英國廣播公司分析過《鐵達尼號》和一般電影中讓男性哭泣的恥辱感：「中年男性不應該在看電影時哭泣」，並稱《鐵達尼號》的結局已經造成男人忍不住落淚，並補充說：「如果男人在這部電影中感到想哭或真的哭了起來，他們經常試著對此保密」。賓夕法尼亞州立大學的媒體心理學教授瑪莉·貝絲·奧利佛指出：「對許多男人來說，要避免表達悲傷和恐懼等『女性化』情緒時會有很大的壓力。男性從很小的時候開始就會被成人教導『不適合哭泣』。當男性沒有遵循教誨時，往往伴隨著大量的嘲笑。的確，有些男人可能對男性看《鐵達尼號》而哭泣的想法嗤之以鼻，但這類型的人很容易承認自己看《前進高棉》或《搶救雷恩大兵》時會變得哽咽」。對於一般的男性來說，「為『兄弟』犧牲的想法，是更適合哭泣的情感來源」。
美國文學雜誌《大西洋》的史考特·梅斯洛評論——雖然《鐵達尼號》最初似乎不需要辯護，但鑑於票房的成功，它的主要批評者認為這是「15歲女孩的電影」。史考特認為，僅僅將《鐵達尼號》定位在15歲女孩的喜好，並沒有考慮到這部電影的成就：「這部宏偉、片長三小時以上的歷史浪漫劇是一部適合所有人的電影——包括十幾歲的男孩」。史考特表示，儘管這部電影在18歲以下的男性中名列前茅，但對於像《鋼鐵人》這樣定位在十幾歲男孩喜好的電影一樣，它同樣賣座，男孩和男人一般都不喜歡《鐵達尼號》。他承認自己在小時候對這部電影的抗拒，同時也偷偷的喜歡這部電影：「它具備一系列元素——歷史、浪漫、動作——對全球各個年齡層觀眾來說，這使《鐵達尼號》具有（並將維持）不可抗拒的意義。《鐵達尼號》有瑕疵，但對於它的所有遺產，你會相信它的品味確實比中產階級趣味更上一層樓。這對15歲的女孩來說是一部很棒的電影，但這並不代表它對其他人來說不是好電影」。
電影的賣座聲勢有助於其受歡迎程度。《鐵達尼號》的宣傳標語「我是世界之王！」成為電影業最喜歡引用的經典台詞之一。根據堪薩斯州立大學心理學教授理理查·哈里斯（Richard Harris）指出，他研究了為什麼人們喜歡在社交場合或日常會話中引用電影台詞，因為這類似於講笑話和形成團結的方式。他說：「人們這樣做是為了讓自己感覺良好，讓別人發笑也讓自己發笑」。卡麥隆解釋說，這部電影的成功得益於分享經驗：「當人們在電影院中獲得非常強烈的體驗時，他們希望分享它。他們呼朋引伴、帶著朋友們一起觀賞，這樣他們就可以享受更棒的樂趣。他們希望能夠成為擁有高價值消息的人，然後在生活圈中傳播。這就是《鐵達尼號》的成功方式」。加拿大非營利組織媒體意識網路指出：「正常來說，一部賣座強片的重複觀看率約為5%，但《鐵達尼號》的重複觀看率超過20%」；當考慮到「電影的3小時14分鐘片長，代表它每天只能播映三次，與普通電影可以播映四次相比時，這樣的票房紀錄『更令人印象深刻』。對此現象，許多電影院都加開了午夜場次，並將凌晨3時30分之前的門票銷售一空」。
《鐵達尼號》在票房總收入上保持了12年的紀錄。卡麥隆的後續電影《阿凡達》成為第一部真正有機會超越其全球總票房記錄的電影，並於2010年成功超越。綜合商業分析提出了各種看法，解釋《阿凡達》能夠成功挑戰《鐵達尼號》的原因。其中一個是「《鐵達尼號》有三分之二的票房是在國際市場，《阿凡達》同樣在全球106個市場上映，並且在所有市場中排名第一」。而在俄羅斯等國的市場中，《鐵達尼號》在1997年和1998年的票房收入其實比重不高，但現今白熱化的電影市場和觀眾數量比以往任何時候都多。美國線上電影資料庫Box Office Mojo創辦人布蘭登·格雷表示，雖然《阿凡達》可能會擊敗《鐵達尼號》的票房紀錄，但這部電影不太可能超過《鐵達尼號》，因為「電影票價在1990年代後期便宜了3美元左右」。2009年12月，卡麥隆曾表示：「我認為試圖超越《鐵達尼號》是不切實際的，時代不同了，最近幾年已經出現一些非常好的電影。《鐵達尼號》只是恰好引起了某種共鳴」。在2010年1月的一次採訪中，卡麥隆對《阿凡達》的表現提出了不同的看法：「這將會發生，只是時間問題」。作家亞莉珊卓·凱勒（Alexandra Keller）在分析《鐵達尼號》的成功時表示，學者們同意這部電影的受歡迎程度「似乎依賴於當代文化、對歷史的看法、消費主義和全球化模式，以及經驗豐富的電影觀眾，《鐵達尼號》具備他們期望的那些元素。1990年代的事件——令人敬畏的視覺特效、浩大場面，以及更少見的——引人入勝的角色和史詩般的劇本」。

### 製片商分析
二十世紀福斯董事長兼執行長彼得·切爾尼指出，《鐵達尼號》是「一個羅密歐與茱麗葉故事的變異，但不是家族鬥爭，而是社會階層對愛情的障礙」。這個愛情故事背景是一個堅固的階級社會，兩位主角必須反抗，幾乎要革命性的克服階層隔閡才能走在一起。卡麥隆顯然反對利用客艙等級來代表的階層結構，因為他自己同情下層階級。切爾尼表示：「卡麥隆的立場是批評上層階級、同情像傑克這樣的愛爾蘭移民，他希望這個族群能在美國獲得平等的公民待遇」。切爾尼還提到：「蘿絲必須主動解放自我，她必須重複在愛情與富裕、冒險和安全、危險的獨立、政治婚姻導致女性淪為賣淫角色之間，作出選擇」，他認為這個解放過程是這部電影特別受少女歡迎的主因，蘿絲代表所有女孩在青春期遇到的困難，在鐵達尼號首航上她擺脫了長輩，發現了真實的自己。
《鐵達尼號》的敘述元素中，有許多成年人的性標誌——「電影圖象明顯在比喻著性」。他也認為冰山撕破船體，代表少女對受傷的恐懼；船身沉入深海代表少男對穿透的恐懼。與這個浪漫故事相對的是——「男人對技術的盲目信任導致了災難」，切爾尼分析道：「鐵達尼號是男性對權力幻想的標誌，也是現代社會的科技幻想，男性在瘋狂的自信下，自認能夠抵抗任何自然現象。而在這艘船上，電影講述了一個女性解放的故事」。切爾尼認為「災難、個人反抗和展開新生活」是《鐵達尼號》成功的秘密。在故事情節上，《鐵達尼號》透過添加一個在現代的、紀錄片式的環節，不斷故意的打破敘述節奏。年老的蘿絲在螢幕外的聲音讓觀眾覺得自己「在聽取某一個人的報告」。切爾尼認為這個現代場景「與可怕的海難做出對比」，因為觀眾始終知道女主角倖存了，同時導演在現代場景中結合了現代的內容，透過尋寶主題，他顯示了當時導致災難的原因——盲目的科學野心與貪財——直到今日依然存在。
卡麥隆極盡可能的利用佈景、電腦成像技術和服飾，來重建1912年的環境。除此之外，他還使用運鏡手法來拉近觀眾與兩位主角的距離，為此他多次使用主觀鏡頭，例如當傑克第一次來到頭等艙時，鏡頭從他的視角出發，環視了整個豪華的主樓梯，或者在鐵達尼號沉沒時，鏡頭與兩位主角一同沉入海中。在顏色上，卡麥隆經常使用紅色和藍色。切爾尼分析：「紅色和藍色不斷交替，就像電影的情感高峰不斷交替一樣——愛與恨、熱與冷、親近與疏遠、關懷與自私」。特別是在船首的接吻場景中，這個顏色交替特別突出。蔚藍海洋與火燒雲之間多次交替，他認為這是「近似（滑稽）的顏色之美，這個交替反映出蘿絲的內心正在為自由而戰，同時還隱藏了階級之間鬥爭的危險」。
針對電影帶來的啟示，導演卡麥隆分析：「鐵達尼號給人類帶來了巨大的教訓，特別是進入21世紀後，這是很難想像的事情。當年那些人生活在一個自信滿滿的時代；他們覺得自己掌控了一切——可以掌控大自然並掌控自己，但他們實際上兩者都掌控不了。從現在開始的一千年裡，鐵達尼號都會是偉大的故事之一。當然在本世紀中，人類發生過的悲劇更加慘重，但是鐵達尼號有一些絕妙、詩意的東西，因為對那些光鮮亮麗的富人們來說，生活就是無限而完美的，突然之間他們都要在沉沒中面臨死亡。我想問『如果是你會怎麼做』？任何看過這部電影的人都要問自己這個問題——我會不會打算去坐救生艇？我會把一個女人或一個孩子推開嗎？或者我會不會在休息室找張椅子坐下來，然後像古根海姆那樣喝著白蘭地，優雅面對在劫難逃的命運？鐵達尼號沉沒之前有2小時40分鐘，人們有時間思考他們面臨的厄運並做出選擇；這並不像興登堡號空難那樣發生在一瞬間，而是關於道德選擇的，所以它要求每個觀眾都去檢視自己的道德選擇、自己的勇氣、自己的思維」。

### 影評分析
《鐵達尼號》囊括了來自主要影評人、觀眾和專家學者的正面評價，他們評論了電影的文化、歷史和政治影響。在匯總媒體網站爛番茄上，根據184條評論的正面比率為89%，平均評分為8/10。該網站的重要共識是：「對卡麥隆來說，這是一次近乎無條件的勝利，他展現了令人眼花繚亂的壯觀視覺效果和老式情節劇」。在美國綜合媒體產品評論網站Metacritic上，它為評論設定了加權平均評分，基於34位評論家的評價，《鐵達尼號》得到75分，該網站總結「總體有利的評價」。根據美國電影市場調查機構影院評分的調查，評分依照A+到F級別，受訪觀眾給予這部電影的平均成績為最高等級「A+」。1997年時，該機構的榜單上只有27部電影達到「A+」。
關於電影的整體設計，美國影評人羅傑·伊伯特將其稱為1997年的第九部最佳電影，他表示：「它完美無瑕、結構精明、場面浩大、引人入勝......這樣的電影不僅難以製作，而且幾乎不可能做得好」。他認為因為技術上的困難，讓拍攝關於鐵達尼號的電影「如此令人望而生畏」；當卡麥隆將虛構情節和真實歷史均勻融合時——「這是一個奇蹟，虛構故事和傳奇悲劇都完全打動了我」。在美國影評節目《席斯科與艾伯特談電影》上，《鐵達尼號》獲得了「兩個大拇指」，並稱讚其重建船舶下沉的歷史準確性；羅傑·伊伯特評價這部電影是「一部壯麗的好萊塢史詩」和「非常值得等待」，而吉恩·席斯科則稱男主角李奧納多「有魅力」。美國影評人詹姆斯·伯納汀內里將其稱為1997年的第二部最佳電影，他指出：「嚴謹的細節，但氣勢和格局仍然是宏大的，《鐵達尼號》是一次電影界的史詩事件，這很罕見。你不只是看了《鐵達尼號》，你還相當於體驗了搭乘這艘大船的感覺」。英國廣播公司的奧爾馬爾·哈弗里達森（Almar Haflidason）寫道：「這艘大船的沉沒並不是秘密，但對於許多人來說，電影的龐大規模和悲劇訊息都出乎意料」，並且「當你以為這部長達三小時的電影會讓人麻木時，卡麥隆將會帶給你真正令人印象深刻的體驗」。美國電影史學家約瑟·麥克布萊德在《票房雜誌》上發表文章總結道：「將《鐵達尼號》描述為有史以來最偉大的災難電影，就是太小看它了。詹姆斯·卡麥隆重新演繹了1912年沉沒的『永不沉沒之船』，這是好萊塢迄今為止發生過最壯觀的全球流行盛況」。
《鐵達尼號》的浪漫和人文情感層面同樣受到稱讚。澳洲影評人安德魯·厄本（Andrew Urban）認為：「看完電影後，你會將龐大預算或三小時片長等問題拋諸腦後，它具有巨大的情感力量，就像鐵達尼號本身的引擎和螺旋槳一樣大，直接鑿入你的心裡，並且像推動它的愛情故事一樣持久」。美國《娛樂週刊》的影評人歐文·葛雷博曼將這部電影描述為「融合浪漫的愉悅感、可怕的毀滅景象。人類對這起世紀大災難是如此純粹的嚮往和恐懼；經過編劇兼導演詹姆斯·卡麥隆的重新演繹下，他在主流電影製作中觸及了最深的層次」。《紐約時報》的評論家珍妮特·馬斯林表示：「卡麥隆的《鐵達尼號》是睽違幾十年來的首次奇觀，它的壯麗足以和《亂世佳人》匹敵」。另一方面，《時代雜誌》的編輯理查·科利斯寫了一篇大部分都是負面的評論，他批評《鐵達尼號》缺乏有趣的情感元素。
一些評論家認為故事情節和角色對話很薄弱，而視覺效果則非常壯觀。影評人肯尼斯·圖蘭在《洛杉磯時報》發表特別嚴厲的批評，他駁回了情感因素，「真正令人垂淚的是——卡麥隆自以為他有能力寫這樣的電影。他不僅寫不出來，甚至連邊緣都還沒摸到」。之後這部電影贏得奧斯卡獎，他解釋《鐵達尼號》只是因為票房紀錄高才會得獎。《舊金山考察家報》的芭芭拉·舒蓋瑟（Barbara Shulgasser）在四顆星中給了《鐵達尼號》一顆星評價，她引用了一位友人的話表示：「兩個主角不斷互相叫對方的名字，可見這個『難以置信的糟糕劇本』有多麼缺乏他們可以進行的對話」。美國電影導演勞勃·阿特曼稱之為「我一生中見過最可怕的作品」。英國歷史學家理查·達文波特-海因斯在2012年對鐵達尼號乘客生活的研究中說：「卡麥隆的電影將美國富人妖魔化，將英國人描繪成博學多聞的樣子，扼殺了他們的情感發揮。經過良好的剪裁、嚴謹的舉止和語法訓練包裝後，貧窮的愛爾蘭人和文盲全都成了浪漫英雄」。
《鐵達尼號》在空前成功之餘也遭到了強烈抗議。2003年，這部電影在「最佳電影結局」的調查中名列榜首，但它也在同年的一項觀眾調查中成為「有史以來最糟糕的電影」。英國電影雜誌《帝國雜誌》將這部電影從最高評級的五顆星和正面評論中降低到四顆星，後期版本的評論也變得不那麼正面，以迎合讀者的口味，他們希望與周圍的炒作步調一致，與這部電影及其影迷活動撇清關係；例如多次買票進場的觀眾。除此之外，《鐵達尼號》的正面和負面模仿以及其他同類型的惡搞相當盛行，並在網路上流傳，往往激發觀眾和影迷發出各種意見和熱烈反應。英國影評網站DVDActive的班傑明·威爾科克不理解人們對這部電影的強烈反對或激烈仇恨，他表示：「真正讓我惱怒的是......那些傷害影迷的人，真令人討厭」。威爾科克說：「我顯然沒有任何反對那些不喜歡《鐵達尼號》的人，但那些少數人希望讓你感到渺小和可憐（他們確實存在，相信我），這遠遠超出了我的理解和同情」。
卡麥隆回應了這些強烈反對，特別是肯尼斯·圖蘭的評論，他表示：「《鐵達尼號》並不是一部靠炒作華麗特效來吸引人們的電影，讓他們走出電影院後氣得在街上吐痰或撕掉電影票。他們反而不斷回來，重溫一次從他們曾經耗費3小時14分鐘感受到的經驗，並將其他人也帶進電影院，這樣他們就可以一起分享那份情感」。卡麥隆強調，所有年齡層（8歲至80歲）和各種背景的人都透過觀看這部電影來「慶祝他們自己的基本人性」。他描述這齣劇本是「懇切和直截了當的」、「刻意納入人類的共同經驗，這種亙古不變的經驗大家都很熟悉，因為它們反映出我們基本的情感結構。這部電影認真刻劃各種原型，不分文化和年齡，才會感動所有人」。他並不認為電影試圖迎合任何人，他指出：「肯尼斯·圖蘭錯誤的認為原型很老套，我不同意他的觀點，最好的劇本就是探索人類經驗，我不會為了譁眾取寵，特意讓角色說出詼諧或憤世嫉俗的對話」。《帝國雜誌》最後恢復一開始對《鐵達尼號》的五顆星評價，並評論說：「毫不意外，當它顯然這是這個星球上最受歡迎的電影時，大約在同一時間，抨擊詹姆斯·卡麥隆的《鐵達尼號》也變得很時尚」。2017年，在《鐵達尼號》發行20週年之際，美國國家電影保護局評價它對「文化、歷史與美學」的意義重大，並載入美國國家影片登記表永久保存。

### 文學分析

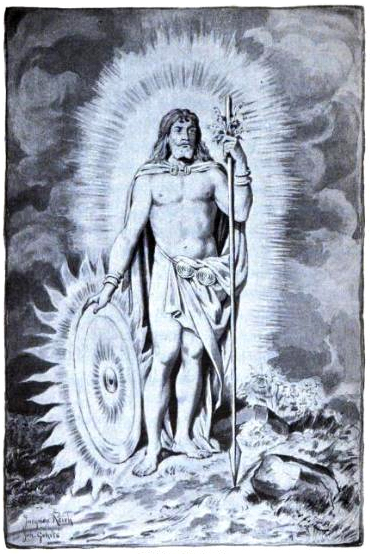
北歐神話中的光明之神巴德爾——可能是男主角傑克的文學原型之一。

美國作家克里斯多夫·佛格勒以寫作故事常用的「英雄旅程」公式，來分析《鐵達尼號》中的文學結構，年老蘿絲代表自身故事中的英雄，同時扮演寶藏獵人（追尋「萬靈丹」）和觀眾的師傅:368。而年輕的蘿絲在初登場時仍披著苦主面貌——美麗而軟弱，需要別人幫助，貼著「落難女子」的標籤:371-372。這種角色性格能讓觀眾心生憐憫，加速入戲:385。卡爾和盧芙代表上層階級的傲慢與固執、專橫與壓抑、人性與婚姻的黑暗面。傑克則是另一端——自由與愛，他是「催化劑型」的英雄角色，性格不會隨著故事改變，他的任務是改變及拯救他人。傑克與蘿絲代表兩種極端——男與女、貧與富、自由與束縛。乘客登船則代表「歷險的召喚」:369-370。《鐵達尼號》不斷探討師傅角色的能力，除了老蘿絲外，瑪格麗特·布朗是傑克的師傅，帶領他融入頭等艙的非常世界；傑克是蘿絲的師傅，教導她如何享受人生及追尋自由。湯瑪斯·安德魯斯也是蘿絲的師傅，他最重要的功用是替她解開「迷宮」以救出愛人:371-372。
電影多次出現船隻破浪前行的畫面，代表「跨越門檻」。男女主角在船尾成為盟友後，傑克進入他的「非常世界」中迎接了第一個試煉，在頭等餐廳抵擋卡爾和盧芙的言語奚落，他通過了考驗。蘿絲也進入了她的「非常世界」——三等艙派對，她在這裡以酒量和舞步通過了考驗。當蘿絲和傑克逃離「門檻守衛」——僕人洛夫喬伊的追趕後進入「洞穴的最深處」——貨艙，蘿絲印在玻璃車窗上的高潮手印，看起來就像沉溺在愛河中的罹難者，因此這裡象徵男女主角的重生:372-373。角色歷經各種「苦難折磨」後，鐵達尼號完全沉沒，漂在冰海上的傑克與蘿絲進入故事的歸返之路和復甦階段——傑克犧牲小我，完成了英雄使命；蘿絲通過最終的試煉考驗，開始學習如何成長為英雄:374。
在電影尾聲，年老蘿絲將鑽石項鍊扔進海裡，就像傑克一樣神秘的消失，這個「犧牲」象徵蘿絲已經學習到生命的價值，明白充實的人生遠比稀世鑽石更重要，這一刻她成為自身故事中的英雄。畫面來到那些陪伴年老蘿絲的精采生活照，這同時訴說蘿絲在與傑克天人永隔後，通過了苦難折磨實現傑克的遺言，過完了充實人生和冒險歷程，這是一部分蘿絲帶回來的「萬靈丹」，也因此她得到最後的「獎賞」——回到昔日的鐵達尼號，那裡只有好人和罹難者，象徵著天堂:375。蘿絲與傑克在時鐘旁接吻，並在眾人掌聲中，鏡頭往上拍攝穹頂，以潔白純淨的光芒代表蘿絲得到了屬於她的「萬靈丹」:375-376。
克里斯多夫·佛格勒指出，《鐵達尼號》的故事充滿老式的文學概念和諷諭文體，例如塞巴斯蒂安·布蘭特的敘事詩《愚人船》:379，主要是從觀眾的角度出發，因為所有觀眾從電影一開始就很清楚這艘歷史名船在劫難逃，所有角色的掙扎都顯得愚蠢。並且添加一部分批判社會的情節——將富人愚蠢化、妖魔化；窮人高尚化、悲情化。而傑克和瑪格麗特·布朗則是例外（既不無助也不兇惡），因此《鐵達尼號》透過這兩個角色灌注了希望和活力:380。特別是傑克的文學原型可能是注定早夭的少年眾神——如大衛王、阿多尼斯和巴德爾，他也有戴歐尼修斯的狂放面向，這一點特別吸引女性青睞:384。《鐵達尼號》也滿足了觀眾「另締盟約」的願望，它有各種不同背景、不同階層的人物，能讓觀眾投射到任選的角色中，並解讀自己在危難中的可能性。在大自然面前，人類的文學原型就是「受害者」，在這部災難電影中，沉船和冰海帶來的各種恐懼感，能讓觀眾產生高度的認同:385-387。

## 榮譽
《鐵達尼號》上映後開始獲得許多不同的獎項。從金球獎開始獲得四座獎項——最佳戲劇類影片、最佳導演、最佳原創配樂和最佳原創歌曲。凱特·溫斯蕾和葛羅莉·史都華也獲得提名。電影之後獲得了美國電影剪輯師艾迪獎、美國電影攝影師協會獎、藝術指導工會獎、電影音響學會獎、美國演員工會獎（葛羅莉·史都華－最佳女配角獎）、美國導演工會獎、廣播影評人協會獎（最佳導演－詹姆斯·卡麥隆）以及美國製片人協會獎。它還獲得了10個英國電影和電視藝術學院獎項提名，包括最佳電影和最佳導演，但最終沒有得獎。
《鐵達尼號》獲得了十四項奧斯卡金像獎提名，追平導演約瑟夫·孟威茲在1950年《彗星美人》創下的紀錄，並贏得了十一座獎項——最佳影片（第二部和鐵達尼號有關的電影獲得此獎－1933年的《氣壯山河》）、最佳導演、最佳藝術指導、最佳攝影、最佳視覺效果、最佳影片剪輯、最佳服裝設計、最佳混音、最佳音效剪輯、最佳原創音樂、最佳原創歌曲。其餘三項入圍的最佳女主角、最佳女配角和最佳化妝與髮型設計沒有獲獎。詹姆斯·卡麥隆的最佳原創劇本和李奧納多·狄卡皮歐的最佳男主角沒有獲得提名。這是繼1959年的《賓漢》之後，第二部獲得十一項奧斯卡獎的電影。
《鐵達尼號》獲得第70屆奧斯卡金像獎最佳原創歌曲，以及三座葛萊美獎——最佳年度製作、最佳年度歌曲、最佳影視媒體作品歌曲。這部電影的配樂創下有史以來最暢銷（而且是以管弦樂為主）的紀錄，並在全球取得了商業成功，佔據美國告示牌二百大專輯榜榜首達十六週，並且僅在美國就獲得了超過1,100萬張銷量的鑽石唱片認證。《鐵達尼號電影原聲帶》也成為1998年美國最暢銷的專輯。電影主題曲〈我心永恆〉獲得葛萊美獎最佳影視媒體作品歌曲獎。這部電影還獲得了MTV影視大獎最佳電影演員（李奧納多·狄卡皮歐）、MTV影視大獎最佳電影、全美民選獎最佳電影、1998年兒童選擇獎最受歡迎電影。它同時也贏得了美國以外的各種獎項，包括日本電影學院獎頒發的日本電影金像獎最佳外語片獎。《鐵達尼號》最終贏得將近九十個獎項，還有來自世界各地頒獎機構的另外四十七項提名。此外，關於製作這部電影的書籍，也曾長達數週在《紐約時報》暢銷書排行榜上名列前茅，是第一次有商業搭配的書籍達到這一地位。
自發行以來，《鐵達尼號》也經常出現在美國電影學會的AFI百年系列中。截至2017年為止，它在六個系列中登上排名：
| AFI百年系列      | 排名 | 來源    | 說明                                                                                                   |
| ---------------- | ---- | ------- | --- |
| 百大驚悚電影     | 25   | [ 167 ] | 2001年評選的「100年來・100部最偉大的驚悚電影」                                                         |
| 百大愛情電影     | 37   | [ 168 ] | 2002年評選的「100年來・100部最偉大的愛情電影」                                                         |
| 百大電影歌曲     | 14   | [ 169 ] | 2004年評選的「100年來・100部最出色的電影歌曲」——席琳·狄翁〈我心永恆〉                                  |
| 百大電影台詞     | 100  | [ 121 ] | 2005年評選的「100年來・100部最經典的電影台詞」——李奧納多·狄卡皮歐（飾演傑克·道森）：「我是世界之王！」 |
| 百大電影         | 83   | [ 170 ] | 2007年評選的「十週年版的100年來・100部最偉大的電影」                                                   |
| 十大類型十大佳片 | 6    | [ 171 ] | 2008年評選的「十大不同類型的十大電影」。《鐵達尼號》獲選為「史詩電影類」中的第六名。                   |

## 家庭媒體
1998年9月1日，《鐵達尼號》在全球發行VHS和雷射影碟版本。此外，也推出了一個豪華珍藏版，內附電影幻燈片和六幅電影版畫。1999年8月31日，以寬螢幕（非變形）發行單光碟DVD版本，除了電影預告片外沒有其他特殊內容；派拉蒙影業預計DVD會很暢銷，第一批就發行了100萬張。卡麥隆當時表示他打算稍後發行一個附有額外功能的特別版，這個版本成為1999年和2000年初最暢銷的DVD，也成為有史以來第一部銷售量超過100萬張的DVD。當時，只有不到5%的美國家庭擁有DVD播放機。派拉蒙影業國內家庭娛樂部總裁梅根·伯羅斯（Meagan Burrows）表示「當我們發行最初的《鐵達尼號》DVD時，普及規模還很小，附贈內容也還不像現在是標準功能」，這使得《鐵達尼號》DVD的內容更加令人印象深刻。
2005年10月25日，《鐵達尼號》在美國和加拿大發行三碟裝的DVD特別收藏版，此版本包含了新修復的電影內容以及各種特殊功能，包括29個尚未發表過、尚未使用過的情節、另一個結局版本，以及一個模仿1912年風格而製作的新聞。DVD中本來計劃製作一段兩小時的回顧，但卡麥隆決定不收錄這些材料。海外版本則是雙碟裝，僅支援PAL制式。2005年11月7日，全球發行四碟裝的豪華珍藏版，其中兩張光碟是重新數位化的電影，包含6.1杜比立體聲、席琳·狄翁〈我心永恆〉的音樂錄影帶、HBO特別節目《海洋之心》、卡麥隆及演員和其他人的聲音評論，鐵達尼號歷史學家肯·馬歇爾也参與評論。同時，在英國發行了五碟裝的限量珍藏版，僅製造10,000份；第五張光碟包含卡麥隆的紀錄片《深淵遊魂》，由華特迪士尼影業公司發行。
2007年，在《鐵達尼號》上映十週年紀念之際，發行了10週年紀念版DVD，其中包括2005年三碟裝特別收藏版的前兩張光碟，以及額外的特殊功能。2012年9月10日，《鐵達尼號》發行藍光版，分為單碟版本和雙碟版本，具有特殊功能；以及一個四碟裝的3D藍光版本，其中包括分跨兩張光碟的3D版影片、一張2D版影片、一張幕後花絮光碟。限量版中包含劇照本、戲服設計圖稿明信片以及歷史文物複製品等贈品。包括3D藍光版、2D藍光版、DVD版、數位修復版，以及各種紀念品在內的限量珍藏版套裝盒組，也透過亞馬遜公司和其他國際零售通路商發行。
關於在有線電視頻道的播出，《鐵達尼號》偶爾會在美國各地的電視台播出，例如特納電視網。為了能夠在網路頻道和有線電視頻道上播出裸體素描的場景，除了小幅刪剪外，凱特·溫斯蕾穿著的透明長袍以數位化的方式塗成黑色。特納經典電影頻道也開始播出這部電影，特別是在第82屆奧斯卡頒獎典禮期間。

## 數位修復版重新上映
在《阿凡達》成功掌握3D電影技術之後，以及迎接鐵達尼號沉沒事故100周年纪念的前夕——2012年3月27日在倫敦皇家阿爾伯特音樂廳舉行《鐵達尼號3D》首映，導演詹姆斯·卡麥隆和女主角凱特·溫斯蕾出席典禮；4月4日起重新在全球電影院上映。電影並不會重新拍攝，而是將原始版本重新製作為4K解析度，並轉換為3D格式。由於電影沒有真正的數位母帶，首先要將原片進行超高清的數位化，並清理原片上的噪點，讓畫面看起來更清晰。之後卡麥隆親自監督轉制3D的過程，與300位專業動畫視效工程師組成的製作團隊耗時60週，仔細將電影每一格中畫面、每個人物與物件的輪廓放到正確的位置，並且進行非常精巧的處理，讓這些效果完全融入並不留痕跡，才能讓這部電影以3D版本重現。製作3D版的成本達到1,800萬美元。除了3D版外，還有《鐵達尼號2D》數位修復版上映。

正如這張帕瑞納天文台的照片所示，《鐵達尼號3D》已經修改了蘿絲在海上等待救援時望向星空的畫面。1912年4月15日4時20分在北大西洋上看到的星空，與這片精確的銀河系景象是相同的。

3D轉換工作是與Stereo D、索尼與Panther Records合力製作。數位2D和2D IMAX版本也來自於轉換過程中創建的4K解析度影片。對於3D版本，卡麥隆將電影圖像擴展為新的長寬比，從2:35:1轉變為1:78:1，讓觀眾可以在畫面頂部和底部看到更多影像。重新發布的3D及數位化版本中，唯一修改的場景是蘿絲在海上等待救援時望向星空的畫面，電影展現的星象與真實歷史不符——這項指正是由美國天體物理學家奈爾·德葛拉司·泰森提出的，他表示，基於鐵達尼號沉沒事故的經緯度，蘿絲應該會看到北斗七星和銀河系。因此，卡麥隆趁3D轉換的機會修正星空畫面。
《滾石雜誌》影評人彼得·崔佛斯在滿分4顆星中給予《鐵達尼號3D》3½顆星評價，他解釋沒有給滿分是因為「非常令人眼花繚亂」，他說：「3D增強了鐵達尼號的清晰感，讓你身歷其境。以前所未有的方式呈現這部浪漫史詩，這在電影史的時間膠囊中贏得了一席之地」。《娛樂週刊》的影評人歐文·葛雷博曼給予最高的「A級」評價，他寫道：「這一次，三維電影中的視覺效果看起來沒有變暗或分散注意力，它看起來極度清晰、栩栩如生」。《時代雜誌》編輯理查·科利斯在1997年時對《鐵達尼號》極其挑剔，這一次他對《鐵達尼號3D》仍沒有改變看法：「我的感受幾乎沒變——斷斷續續的驚奇感，大部分是淹水時」。關於3D效果，他注意到「轉換為3D會增加音量並影響到某些畫面，這需要小心處理。但是這部電影在分割每個場景的前景和背景時，轉換器將視野雕刻成離散的，有點生硬」。《華盛頓郵報》影評人安·霍納迪指出，《鐵達尼號》的兩大特色——人文情感和浩大場面在3D版本中並沒有更加凸顯，她進一步補充說：「轉成3D應該要更有親臨現場的感覺，但是有些框架和構圖反而變得怪怪的」。
《鐵達尼號3D》在北美上映首日（包括午夜場次）的票房估計為470萬美元，當週票房為1,730萬美元，位於排行榜第三名。在北美以外地區，它以第二名的成績獲得了3,520萬美元的票房收入，並在第二個週末獲得更高的9,890萬美元票房。中國市場是其票房最成功的地區，在上映首日的票房估計為1,160萬美元，當週票房為6,700萬美元，上映首週的票房也超越1998年在中國留下的紀錄。重新上映的《鐵達尼號3D》及《鐵達尼號2D》數位修復版最終的全球票房是3.434億美元，其中1.45億美元來自中國，5,780萬美元來自北美。在國際市場上有部分特定的地區放映4DX版本，讓觀眾隨著電影體驗震動、風、水霧、燈光和氣味等環境特效。2017年12月1日——《鐵達尼號》發行20週年之際，《鐵達尼號3D》及《鐵達尼號2D》在杜比數位電影院重新上映一週。2023年為本片上映25週年，二十世紀影業（原二十世紀福克斯）母公司華特迪士尼影業集團在2023年2月10日再度於全球各地戲院上檔《鐵達尼號 25周年重映版》。北美地區仍然由派拉蒙發行，而海外則改由當前二十世紀影業所製作電影的發行方華特迪士尼工作室電影負責，並以3D、4K、HDR高清的重製版呈現。

## 延伸閱讀
- Frakes, Randall. . New York: Harper. 1998. ISBN 0-06-095307-1.
- Cameron, Stephen. . Ireland: Wolfhound Press. 1998. ISBN 0-86327-685-7.
- Mireille Majoor; James Cameron. . New York: Scholastic. 2003. ISBN 1-895892-31-7.
- Molony, Senan. . Canada: Gareth Stevens. 2005. ISBN 0-8368-5980-4.
- Marsh, Ed W.; Kirkland, Douglas. . London: Boxtree. 1998. ISBN 0-7522-2404-2.
- Parisi, Paula. . London: Orion. 1998  [2018-07-24]. ISBN 0-7528-1799-X. （原始内容存档于2019-06-07）.
- Sandler, Kevin S.; Studlar, Gaylyn (编). . Piscataway, NJ: Rutgers University Press. 1999. ISBN 978-0-8135-2669-0.
- Ballard, Robert. . Canada: Grand Central Publishing. 1987. ISBN 0-446-67174-6.
- Lynch, Donald. . New York: Madison Press Books. 1992. ISBN 978-0-7868-6401-0.
- Lubin, David M. . London: BFI Publishing. 1999. ISBN 0-85170-760-2.
- ，ISBN 1557043655
- 苏珊·马歇尔：《电影中的颜色》，出版社，马尔堡，2005年，ISBN 3-89472-394-7
- 米夏埃尔·图特贝尔格：《梅茨勒电影百科全书〉，梅茨勒出版社，斯图加特/魏玛，第二版，ISBN 3-476-02068-1
- 苏珊·马歇尔：《电影经典》，编辑：托马斯·科布纳，第五卷，《泰坦尼克号》，斯图加特，第五版，ISBN 3-15-030033-9
- 1998年，《鐵達尼號》，詹姆斯．卡麥隆，陳重亨，傅振焜譯，平裝本出版有限公司，ISBN 9789578031722

## 外部連結
- 官方网站
- 互联网电影数据库（IMDb）上《泰坦尼克号》的资料（英文）
- TCM电影资料库上《泰坦尼克号》的资料（英文）
- AllMovie上《泰坦尼克号》的资料（英文）
- 爛番茄上《泰坦尼克号》的資料（英文）
- Metacritic上《泰坦尼克号》的資料（英文）
- Box Office Mojo上《泰坦尼克号》的資料（英文）
- 開眼電影網上《泰坦尼克号》的資料（繁體中文）
- 豆瓣电影上《泰坦尼克号》的資料 （简体中文）
- 时光网上《泰坦尼克号》的資料（简体中文）